# Liste der Biografien/Leu
Liste der Biografien |
Portal Biografien |
Personensuche
# |
A |
B |
C |
D |
E |
F |
G |
H |
I |
J |
K |
L |
M |
N |
O |
P |
Q |
R |
S |
T |
U |
V |
W |
X |
Y |
Z |
?
 
La |
Lb |
Lc |
Le |
Lg |
Lh |
Li |
Lj |
Ll |
Lm |
Lo |
Lp |
Lt |
Lu |
Lv |
Lw |
Lx |
Ly |
Lz
 
Lea |
Leb |
Lec |
Led |
Lee |
Lef |
Leg |
Leh |
Lei |
Lej |
Lek |
Lel |
Lem |
Len |
Leo |
Lep |
Leq |
Ler |
Les |
Let |
Leu |
Lev |
Lew |
Lex |
Ley |
Lez
Die Liste der Biografien führt alle Personen auf, die in der deutschsprachigen Wikipedia einen Artikel haben. Dieses ist eine Teilliste mit 495 Einträgen von Personen, deren Namen mit den Buchstaben „Leu“ beginnt.

## Leu
- Leu, Al’ (1953–2018), Schweizer Künstler und Verleger
- Leu, Alfred (1900–1975), deutscher Psychiater
- Leu, August (1818–1897), deutscher Maler
- Leu, August (1852–1876), deutscher Tiermaler und Landschaftsmaler der Düsseldorfer Schule
- Leu, Daria (* 2003), Schweizer Unihockeyspielerin
- Leu, Evelyne (* 1976), Schweizer Freestyle-Skisportlerin
- Leu, Ferdinand Oscar (1887–1943), Schweizer Pianist, Komponist, Musikdirektor, Chorleiter und Dirigent
- Leu, Filip (* 1967), Schweizer Tätowier-KünstlerFilip Leu (* 1967)

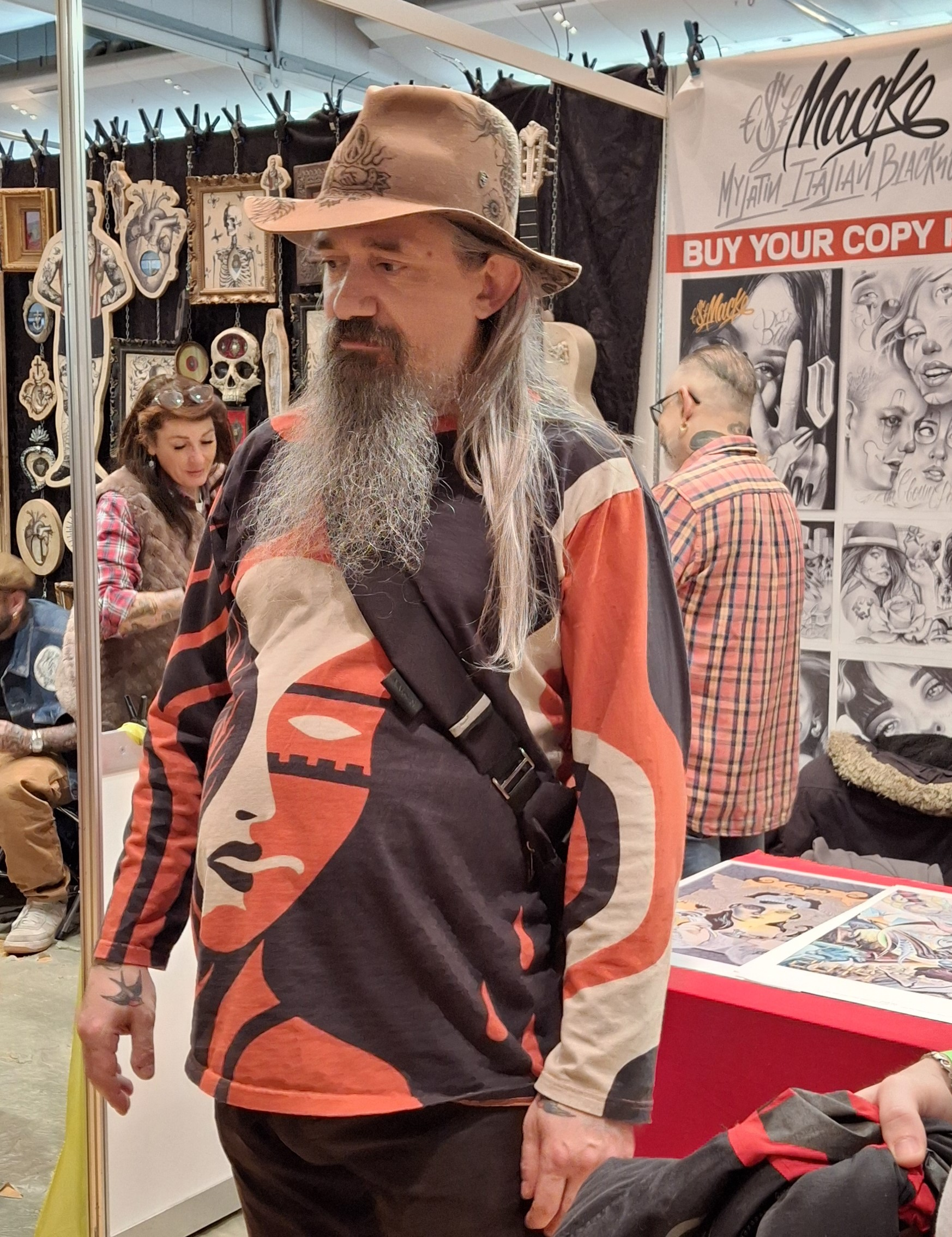
Filip Leu (* 1967)

- Leu, Hans (1896–1954), Schweizer Architekt
- Leu, Hans, der Ältere († 1507), Zürcher Maler
- Leu, Johann Friedrich (1808–1882), deutscher Präparator und Zoologe
- Leu, Johann Jacob (1689–1768), Schweizer Enzyklopädist, Bürgermeister von Zürich und Bankier
- Leu, Josef (1800–1845), Schweizer Politiker im Kanton Luzern
- Leu, Joseph Burkard (1808–1865), Schweizer römisch-katholischer Theologe, Geistlicher und Hochschullehrer
- Leu, Käthe (1881–1933), deutsche Politikerin, Delegierte des 1. Reichsrätekongresses
- Leu, Livia (* 1961), Schweizer DiplomatinLivia Leu (* 1961)

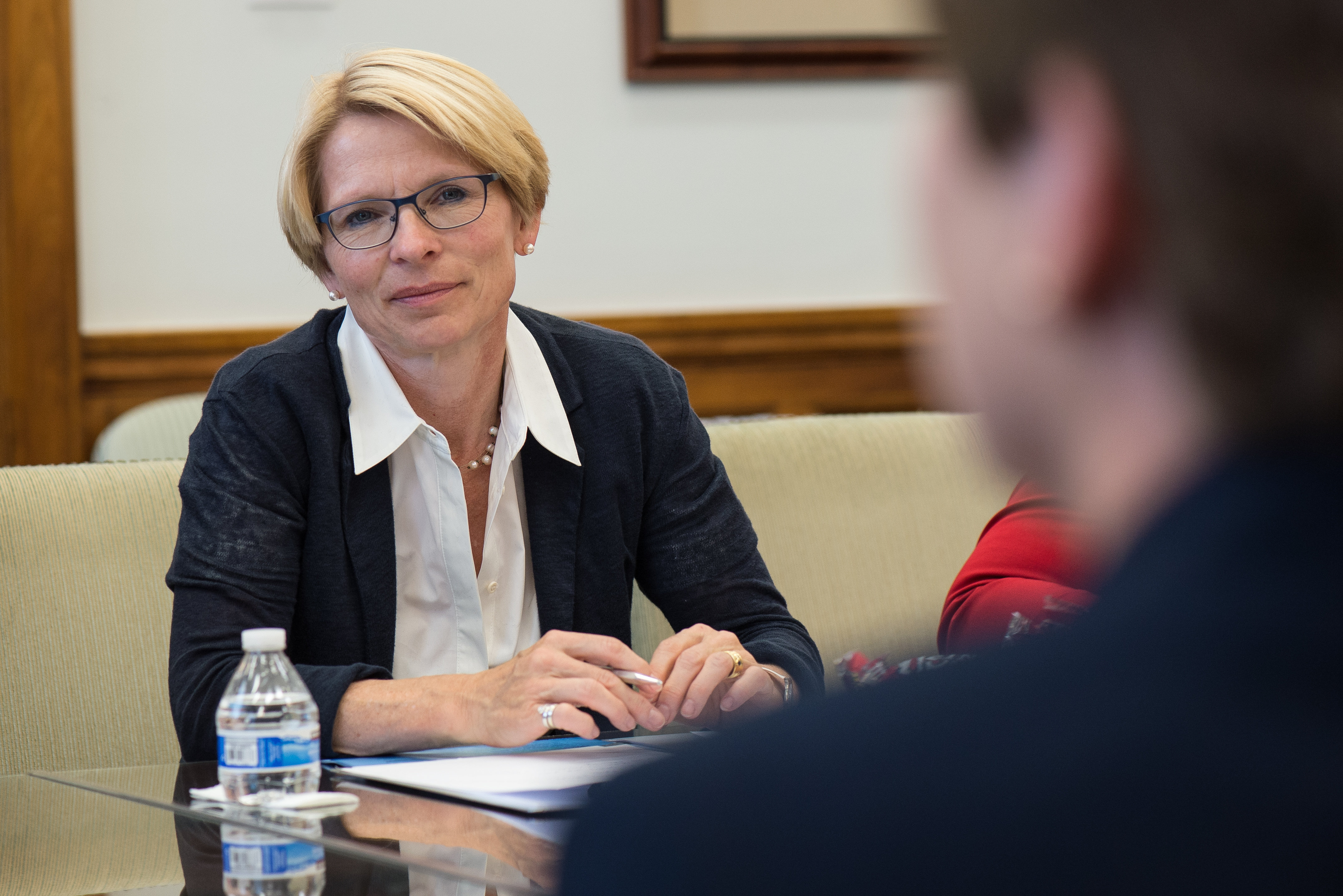
Livia Leu (* 1961)

- Leu, Max (1862–1899), Schweizer Bildhauer
- Leu, Moritz (* 1990), deutscher Schauspieler
- Leu, Olaf (* 1936), deutscher Grafik-Designer und Gestalter
- Leu, Oscar (1864–1942), deutscher naturalistischer Maler
- Leu, Otto (1855–1922), deutscher Landschaftsmaler
- Leu, Richard (* 2005), deutscher Bahnradsportler
- Leu, Thomas (* 1964), deutscher Metallbildhauer
- Leu, Thomas de (1560–1612), niederländisch-französischer Graveur
- Leu, Tillman (* 2001), deutscher Handballspieler
- Leu, Walter (1908–1944), deutscher Kommunist und Widerstandskämpfer gegen den Nationalsozialismus

### Leub
- Leuba, Auguste (1798–1860), Schweizer Unternehmer und Politiker, Neuenburger Staats- und Nationalrat
- Leuba, Auguste (1846–1884), Schweizer Ingenieur und Politiker, Neuenburger Stände-, Gross- und Nationalrat
- Leuba, Auguste (1878–1960), Schweizer Unternehmer und Politiker, Neuenburger Gross- und Nationalrat
- Leuba, James H. (1868–1946), US-amerikanischer Psychologe
- Leuba, Jean-François (1934–2004), Schweizer Jurist und Politiker
- Leuba, Jean-Louis (1912–2005), Schweizer evangelischer Geistlicher und Hochschullehrer
- Leuba, Philippe (* 1965), Schweizer Politiker (LPS, FDP)
- Leube, Achim (* 1936), deutscher Prähistoriker
- Leube, Bernhard (* 1954), deutscher Theologe, Kirchenmusiker und Pfarrer
- Leube, Eberhard (1934–1991), deutscher Romanist und Literaturwissenschaftler
- Leube, Gustav Ernst (1808–1881), deutscher Apotheker, Chemiker und Geologe
- Leube, Hans (1896–1947), deutscher evangelischer Kirchenhistoriker
- Leube, Hermann (1863–1928), deutscher Fleischer, Kaufmann und Politiker (FVP), MdR
- Leube, Wilhelm (1799–1881), deutscher Psychiater
- Leube, Wilhelm Olivier von (1842–1922), deutscher Pathologe, Internist und Neurologe
- Leuber, Johann (1588–1652), Gesandter des sächsischen Kurfürsten Johann Georg I. beim Westfälischen Friedenskongress
- Leubert, Karl (* 1887), deutscher Architekt
- Leubmann von Melk, Paul († 1479), österreichischer Theologe und mehrmals Rektor der Universität Wien
- Leubner, Heinz (1921–2013), deutscher Maschinenschlosser und Mitglied der Volkskammer der DDR
- Leubner, Martin (* 1961), deutscher Fachdidaktiker
- Leubner, Ulrike (* 1955), deutsche Schriftstellerin, Kindererzieherin und Fachberaterin
- Leubnitz, Anton von (1713–1798), kurfürstlich-sächsischer Diplomat, Kammerherr und Kreishauptmann
- Leubnitz, Carl Gottlob von (1667–1741), königlich-polnischer und kurfürstlich-sächsischer Beamter
- Leubuscher, Charlotte (1888–1961), deutsche Sozial- und Wirtschaftswissenschaftlerin
- Leubuscher, Georg (1858–1916), deutscher Mediziner und Sozialreformer
- Leubuscher, Rudolf (1821–1861), deutscher Arzt, Pathologe, Psychologe und Psychiater

### Leuc
- Leucă, Petru (* 1990), moldausch-rumänischer Fußballspieler
- Leuch-Reineck, Annie (1880–1978), Schweizer Mathematikerin, Frauenrechtlerin
- Leuchars, John (1852–1920), britischer Segler
- Leuchert, Eduard (1823–1883), österreichischer Schauspieler
- Leuchert, Thomas-Jörg (1954–2013), deutscher Politiker (SPD), Landrat
- Leuchina, Irina Michailowna (* 1987), russische Biathletin
- Leuchs, Erhard Friedrich (1800–1837), deutscher Redakteur und Agrarschriftsteller
- Leuchs, Gerd (* 1950), deutscher Experimentalphysiker
- Leuchs, Hermann (* 1879), deutscher Chemiker
- Leuchs, Kurt (1881–1949), deutscher Geologe und Paläontologe
- Leuchselring, Johann von, Jurist, Stadtkanzler von Augsburg und Abgesandter bei den Verhandlungen zum Westfälischen Frieden
- Leuchsenring, Franz Michael (1746–1827), deutscher Literat
- Leucht, Anne (* 1983), deutsche Mathematikerin und Hochschullehrerin
- Leucht, Christian Leonhard (1645–1716), deutscher Jurist und Publizist
- Leucht, Erich (1902–1990), deutscher Schlosser, Gewerkschafter und Politiker (KPD)
- Leucht, Kurt (1903–1974), deutscher Ringer
- Leucht, Kurt W. (1913–2001), deutscher Architekt, Stadtplaner und Hochschullehrer
- Leucht, Robert (* 1975), österreichischer Germanist
- Leucht, Valentin († 1619), deutscher katholischer Priester, Theologe und Autor, kaiserlicher Hofpfalzgraf
- Leuchte, Frank (1942–1992), deutscher Cartoonist und Karikaturist
- Leuchte, Siegfried (1951–2018), deutscher Sportwissenschaftler, Hochschullehrer
- Leuchtenberg, Amélie von (1812–1873), Kaiserin von BrasilienAmélie von Leuchtenberg (1812–1873)

Amélie von Leuchtenberg (1812–1873)

- Leuchtenberg, Eugenia Maximilianowna von (1845–1925), jüngste Tochter von Maximilian de Beauharnais, 3. Herzog von Leuchtenberg und seiner Frau Großfürstin Maria Nikolajewna Romanowa
- Leuchtenberg, Josephine von (1807–1876), Königin von Schweden und Norwegen
- Leuchtenberg, Maria Maximilianowna von (1841–1914), Mitglied des Hauses Leuchtenberg
- Leuchtenberg, Uwe (* 1958), deutscher Politiker (SPD)
- Leuchtenberger, Gottlieb (1839–1914), deutscher Gymnasiallehrer
- Leuchtenburg, William E. (1922–2025), amerikanischer Historiker
- Leuchter, Christoph (* 1968), deutscher Schriftsteller, Musiker und Hochschullehrer
- Leuchter, Erwin (1902–1973), argentinischer Musikwissenschaftler und Dirigent
- Leuchter, Fred A. (* 1943), US-amerikanischer Holocaustleugner
- Leuchter, Heinrich (1558–1623), deutscher evangelisch-lutherischer Theologe
- Leuchter, Heribert (* 1954), deutscher Jazzmusiker (Sopran-, Alt- und Baritonsaxophon), Bandleader und Komponist
- Leuchter, Manfred (* 1960), deutscher Komponist, Produzent und Akkordeonspieler
- Leuchter, Romée (* 2001), niederländische Fußballerin
- Leuchter, Viola (* 2004), deutsche HandballspielerinViola Leuchter (* 2004)

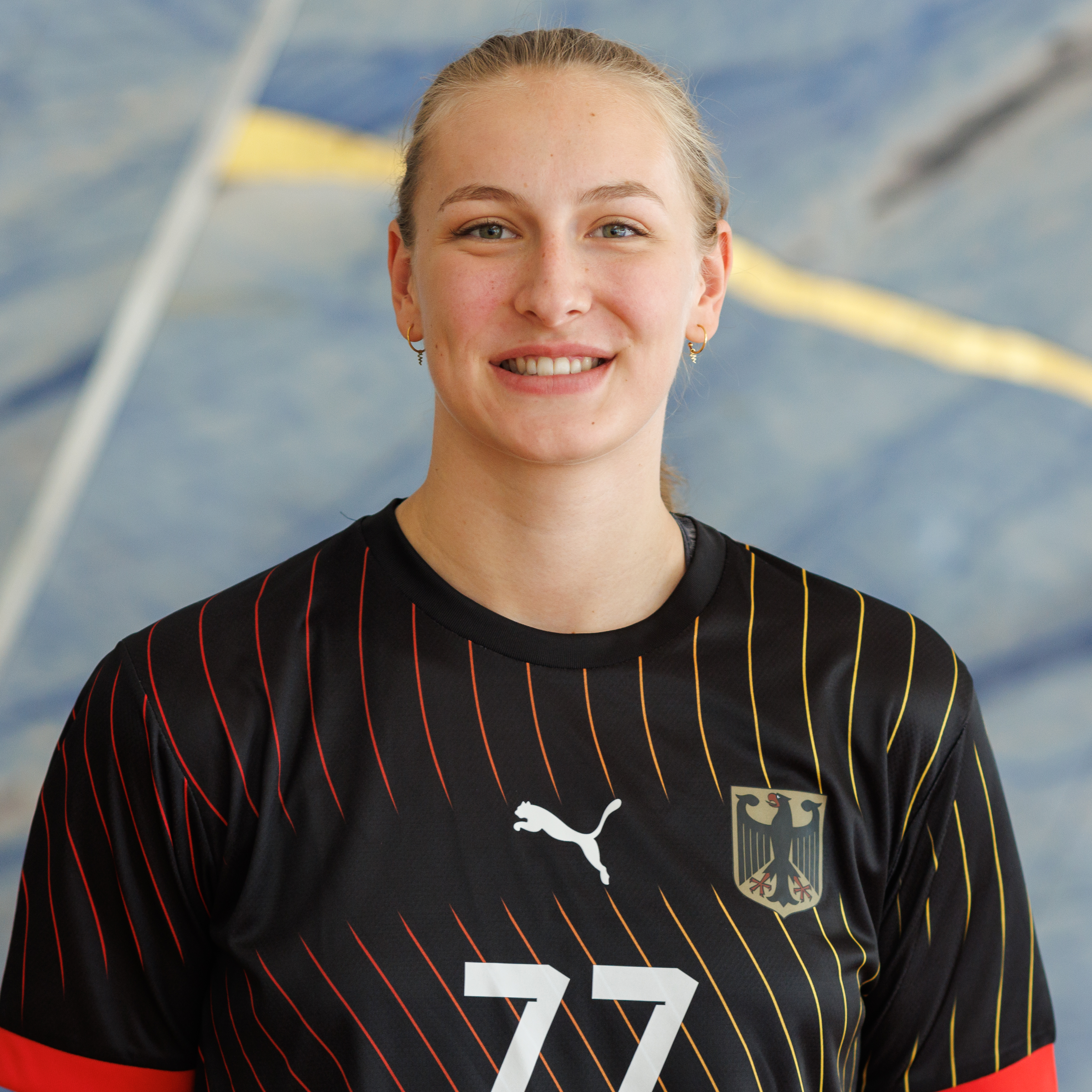
Viola Leuchter (* 2004)

- Leuchtgens, Heinrich (1876–1959), deutscher Politiker, MdB
- Leuchtmann, Christiane (* 1960), deutsche Theater- und Fernsehschauspielerin sowie Hörspiel- und Hörbuchsprecherin
- Leuchtmann, Horst (1927–2007), deutscher Musikwissenschaftler
- Leuci, Antonio (* 1960), deutscher Kampfsportler
- Leucius von Brindisi, Bischof von Brindisi und Heiliger
- Leuck, Paul (1914–1991), luxemburgischer Journalist und Hörfunkmoderator
- Leuck, Wolfgang (1932–2014), deutscher Gebrauchsgrafiker und wissenschaftlicher Illustrator
- Leuckart von Weißdorf, Traugott (1857–1933), sächsischer General der Kavallerie
- Leuckart, Franz Ernst Christoph (1748–1817), deutscher Musikverleger, Kunst- und Musikalienhändler
- Leuckart, Friedrich (1794–1843), deutscher Mediziner, Zoologe und Naturforscher
- Leuckart, Michael (1710–1792), deutscher Buchdrucker
- Leuckart, Rudolf (1822–1898), deutscher Zoologe, Begründer der Parasitologie
- Leuckart, Rudolf (1854–1889), deutscher Chemiker
- Leuckfeld, Gottfried (1874–1944), deutscher Wirtschaftsfunktionär
- Leuckfeld, Johann Georg (1668–1726), Theologe, Schriftsteller, Historiker und Urkundensammler

### Leud
- Leudast († 582), Graf von Tours
- Leudegasius, Bischof von Mainz
- Leuderich († 845), dritter Bischof von Bremen
- Leuders, Timo (* 1968), deutscher Mathematikdidaktiker
- Leudesdorff, Ernst (1885–1954), deutscher Schauspieler und Intendant des Thalia Theaters Hamburg
- Leudesdorff, René (1928–2012), deutscher evangelischer Geistlicher und AutorRené Leudesdorff (1928–2012)

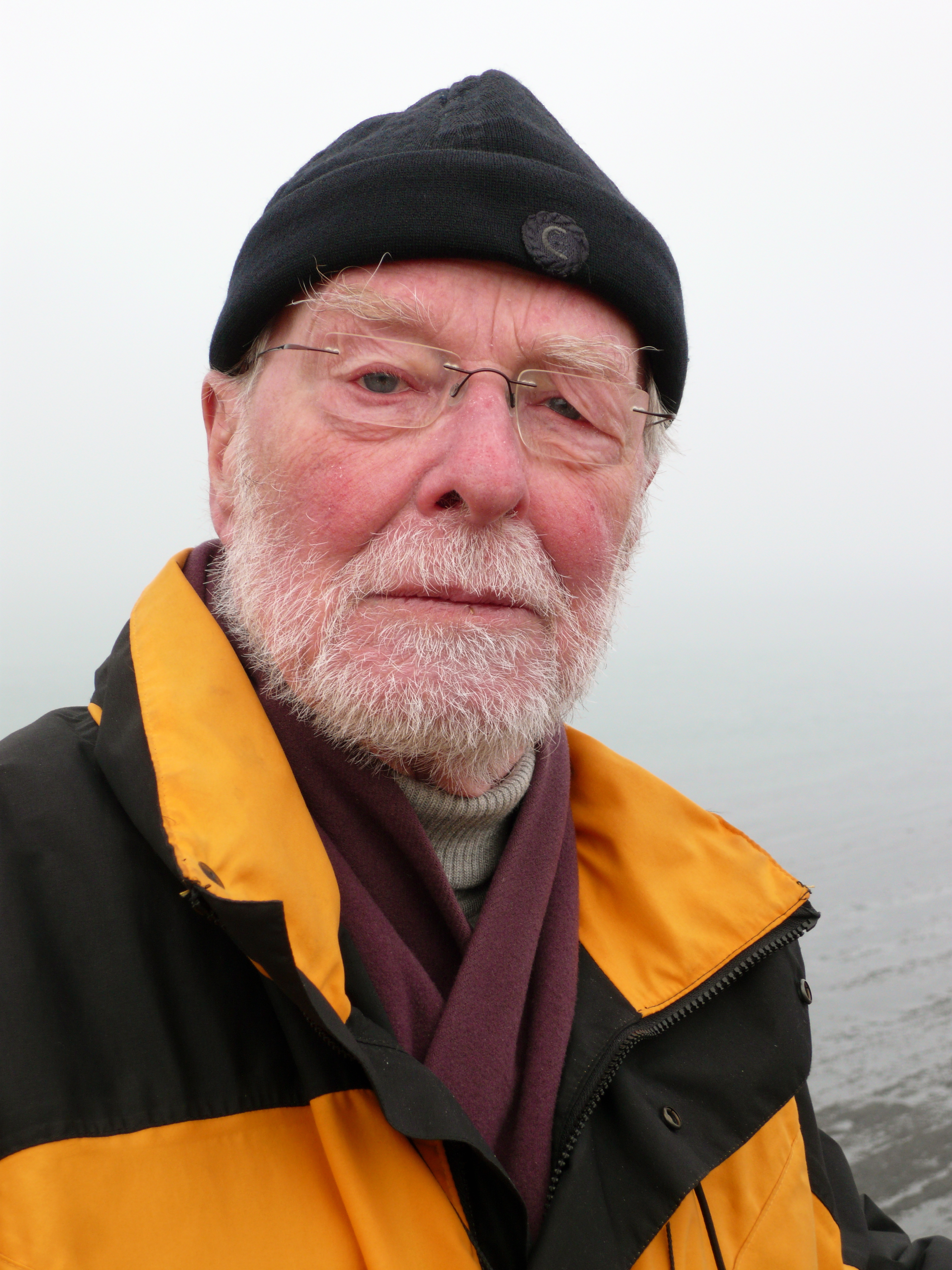
René Leudesdorff (1928–2012)

- Leudesdorff-Tormin, Philine (1892–1924), deutsche Schauspielerin
- Leudinus Bodo, Heiliger der römisch-katholischen Kirche und Bischof von Toul

### Leue
- Leue, Alf (* 1968), deutscher Schriftsteller
- Leue, Anja (* 1977), deutsche Psychologin
- Leue, August (1854–1922), deutscher Architekt, Offizier und Kolonialbeamter
- Leue, Eckhard (* 1958), deutscher Kanute und Kanutrainer
- Leue, Erik (* 1985), deutscher Kanute
- Leue, Friederike (* 1984), deutsche Kanutin
- Leue, Friedrich Gottfried (1801–1872), deutscher Rechtsreformer
- Leue, Günther (1924–2010), deutscher Managementberater und IT-Unternehmer
- Leue, Karl-Heinz (* 1920), deutscher Gebrauchsgrafiker und Fachschullehrer
- Leue, Reinhard (1929–2012), deutscher evangelischer Theologe, Publizist und Autor
- Leue, Rolf (1933–2024), deutscher Kanute
- Leue, Sigrid (1934–2010), deutsche Kanutin
- Leue, Torsten (* 1966), deutscher Versicherungsmanager
- Leuenberger, Beat Ernst (1946–2010), Schweizer Botaniker und langjähriger Kurator des Botanischen Gartens und Botanischen Museums Berlin-Dahlem
- Leuenberger, Benjamin (* 1982), Schweizer Rennfahrer
- Leuenberger, Ernst (1945–2009), Schweizer Politiker (SP)
- Leuenberger, Ernst Otto (1856–1937), Schweizer Landschafts- und Genremaler
- Leuenberger, Hans-Dieter (1931–2007), Schweizer Esoteriker
- Leuenberger, Hermann (1901–1975), Schweizer Gewerkschafter und Politiker
- Leuenberger, Jackie (* 1968), Schweizer Mundartsängerin
- Leuenberger, Jakob (1823–1871), Schweizer Politiker
- Leuenberger, Lars (* 1975), Schweizer Eishockeyspieler und EishockeytrainerLars Leuenberger (* 1975)

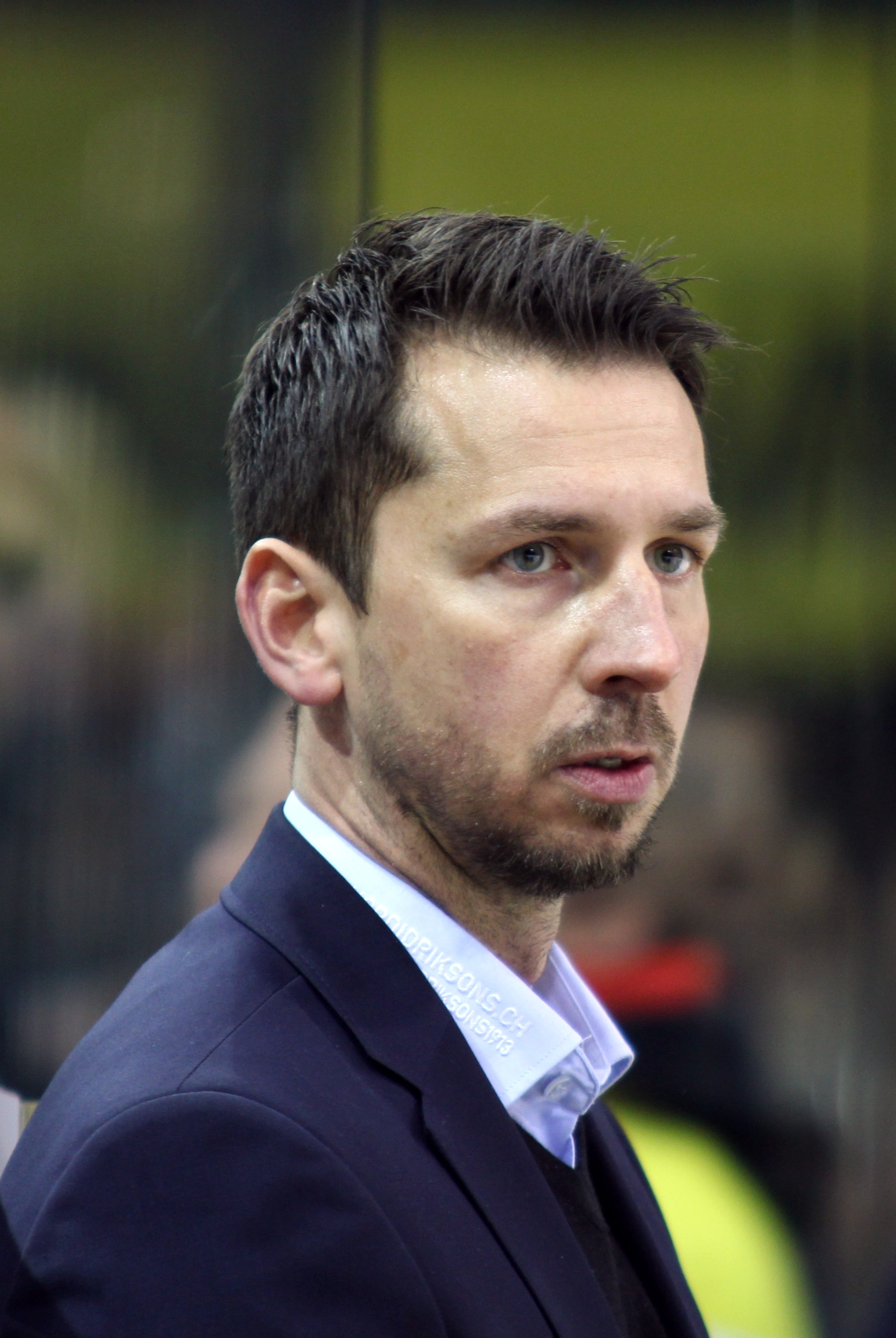
Lars Leuenberger (* 1975)

- Leuenberger, Marc (* 1962), Schweizer Eishockeyspieler, -trainer und -funktionär
- Leuenberger, Marc (* 1979), Schweizer Eishockeyspieler
- Leuenberger, Marie (* 1980), deutsch-schweizerische SchauspielerinMarie Leuenberger (* 1980)

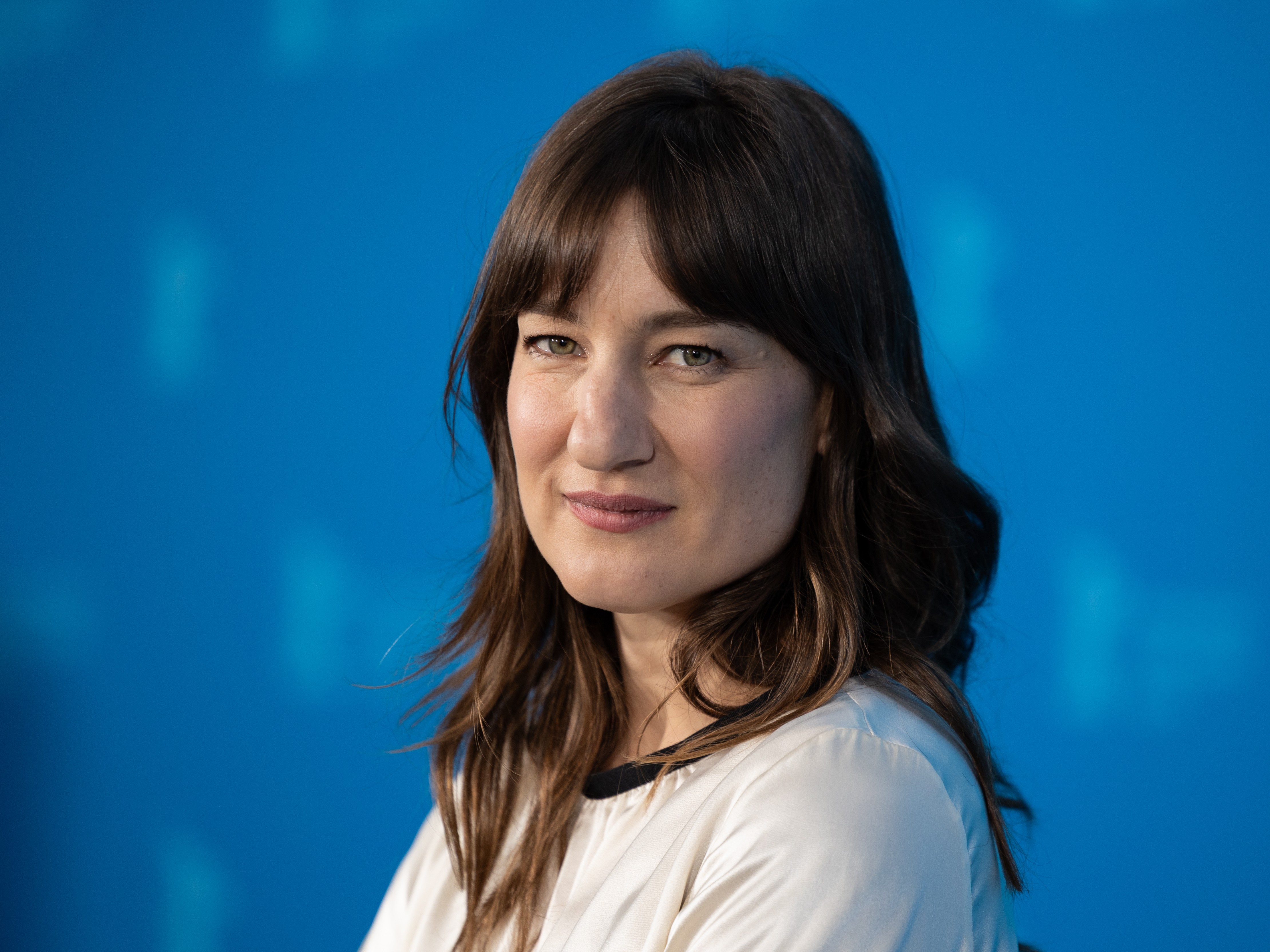
Marie Leuenberger (* 1980)

- Leuenberger, Martin (* 1973), Schweizer evangelisch-lutherischer Theologe
- Leuenberger, Monika (* 1973), Schweizer Eishockeyspielerin
- Leuenberger, Moritz (* 1946), Schweizer Politiker, Bundesrat
- Leuenberger, Niklaus († 1653), Schweizer Bauernführer
- Leuenberger, René (1951–2010), Schweizer Radrennfahrer
- Leuenberger, Robert (1916–2004), Schweizer evangelisch-reformierter Theologe
- Leuenberger, Sven (* 1969), Schweizer Eishockeyspieler
- Leuenberger, Ueli (* 1952), Schweizer Politiker (Grüne)
- Leuenberger, Werner Otto (1932–2009), Schweizer Maler, Zeichner, Druckgrafiker und Plastiker
- Leuenberger-Köhli, Hedi (1907–1997), Schweizer Gewerkschafterin und Frauenrechtlerin
- Leuenroth, Edgard (1881–1968), Drucker, Journalist, Aktivist
- Leuer, Felix (* 1983), deutscher Basketballfunktionär
- Leuer, Jon (* 1989), US-amerikanischer Basketballspieler
- Leuer, Stefan (1913–1979), deutscher Architekt

### Leuf
- Leuf, Bo (1952–2009), schwedischer Programmierer

### Leug
- Leugers, Antonia (* 1956), deutsche Katholizismusforscherin
- Leugers, Thilo (* 1991), deutscher Fußballspieler
- Leugers, Willi, deutscher Fußballspieler
- Leugers-Scherzberg, August Hermann (* 1958), deutscher Neuzeithistoriker

### Leui
- Leuillieux, Georges (1879–1950), französischer Schwimmer und Wasserballspieler

### Leuk
- Leuk, Franz Xaver von (1816–1883), bayerischer Generalstabsarzt der Armee
- Leukarion, griechischer Bildhauer
- Leukart, Alex (* 1939), Schweizer Indogermanist und Mykenologe
- Leukauf, Robert (1902–1976), österreichischer Komponist und Musikwissenschaftler
- Leukefeld, Dago (* 1963), deutscher Handballtrainer
- Leukefeld, Horst (* 1939), deutscher Stadtplaner und Bildhauer
- Leukefeld, Ina (* 1954), deutsche Politikerin (Die Linke), MdL
- Leukefeld, Karin (* 1954), deutsche JournalistinKarin Leukefeld (* 1954)

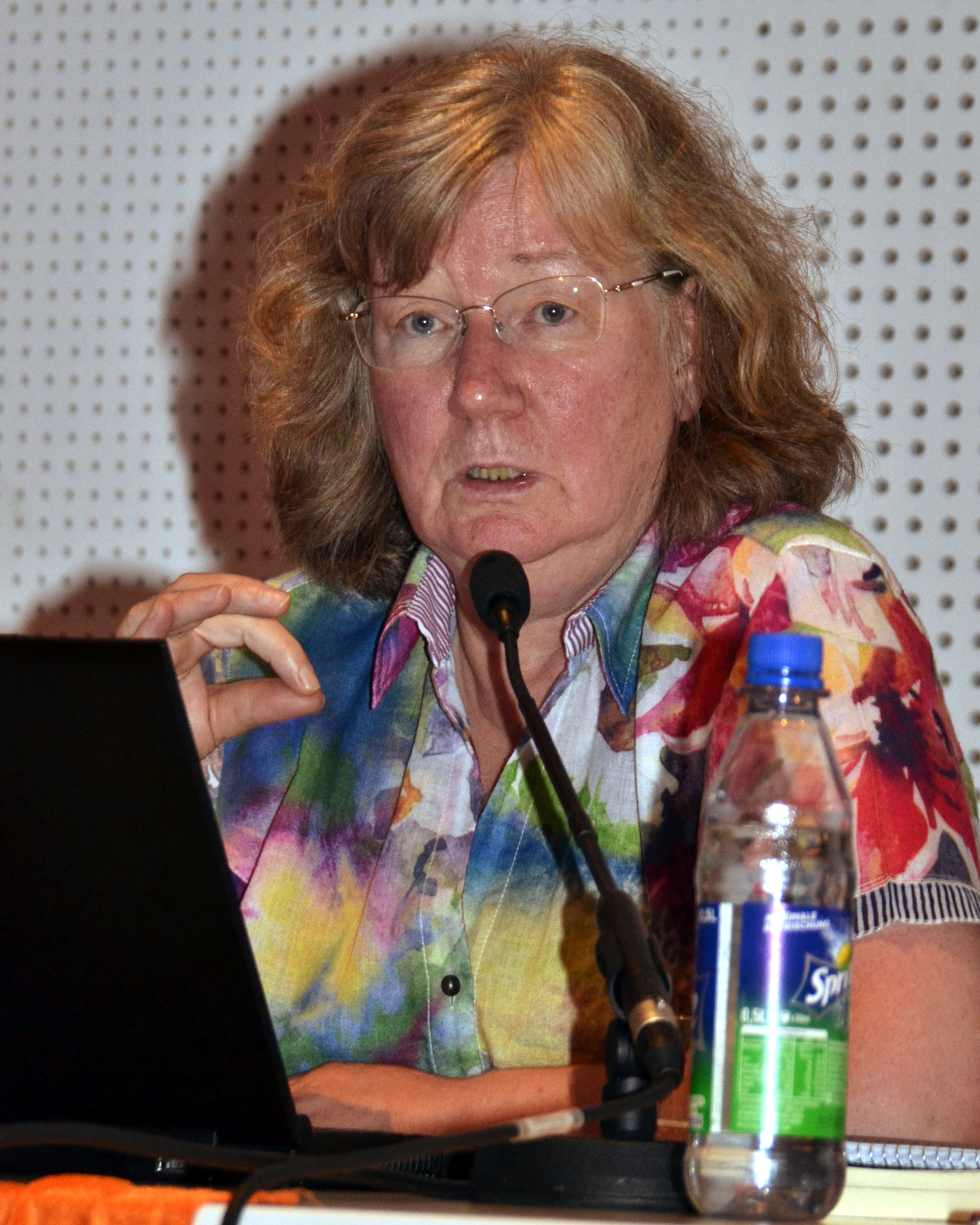
Karin Leukefeld (* 1954)

- Leukefeld, Peter (1937–1983), deutscher Schriftsteller und Journalist
- Leukemans, Bjorn (* 1977), belgischer Radrennfahrer
- Leuker, Lion (* 1995), deutscher Schauspieler
- Leuker, Maria-Theresia (* 1957), deutsche Niederlandistin
- Leuker, Sylvia (1962–2019), deutsche Journalistin und Autorin
- Leukert, Bernd (* 1947), deutscher Autor, Kulturjournalist, Herausgeber und Komponist akusmatischer Musik
- Leukert, Bernd (* 1967), deutscher Manager, Vorstandsmitglied der Deutsche Bank AGBernd Leukert (* 1967)

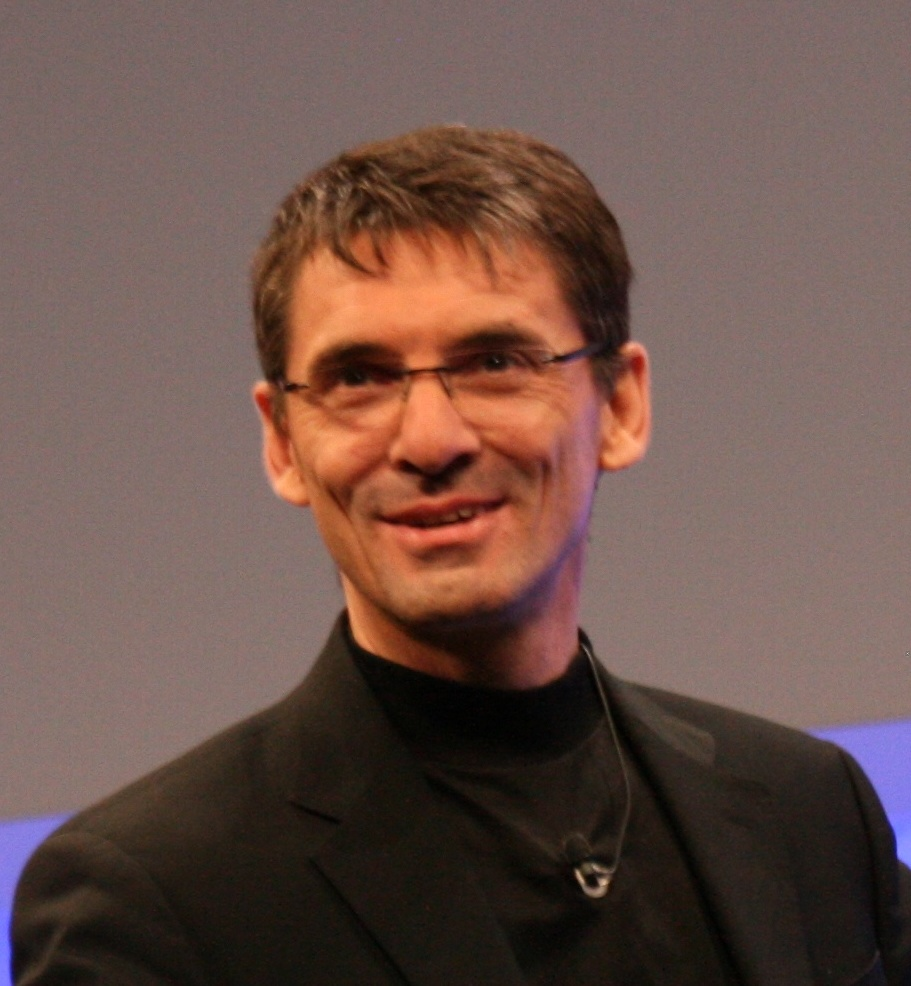
Bernd Leukert (* 1967)

- Leukert, David (* 1964), deutscher Comedian und Kabarettist
- Leukert, Edmund (1904–1983), deutscher Gewerkschafter und Politiker (DCSVP, CSU), MdB
- Leukert, Karl-Hermann (* 1955), deutscher Journalist
- Leukert, Ute (* 1954), deutsche Theologin, Lyrikerin und DDR-Bürgerrechtlerin
- Leukipp, Mitbegründer des Atomismus
- Leuko, Yvonne (* 1991), kamerunische Fußballspielerin
- Leukon, griechischer Dramatiker der Alten Komödie
- Leukon I. († 349 v. Chr.), König des Bosporanischen Reiches

### Leul
- Leuliet, Géry (1910–2015), französischer Geistlicher, römisch-katholischer Bischof von Amiens (1963–1985)
- Leulliot, Jean (1911–1982), französischer Sportjournalist und Organisator von Radrennen

### Leum
- Leumann, Ernst (1859–1931), Schweizer Jainologe
- Leumann, Helen (1943–2014), Schweizer Politikerin (FDP)
- Leumann, Katrin (* 1982), Schweizer Mountainbikerin
- Leumann, Manu (1889–1977), deutscher Indogermanist

### Leun
- Leun, Dirk (* 1964), deutscher Handballspieler und -trainerDirk Leun (* 1964)

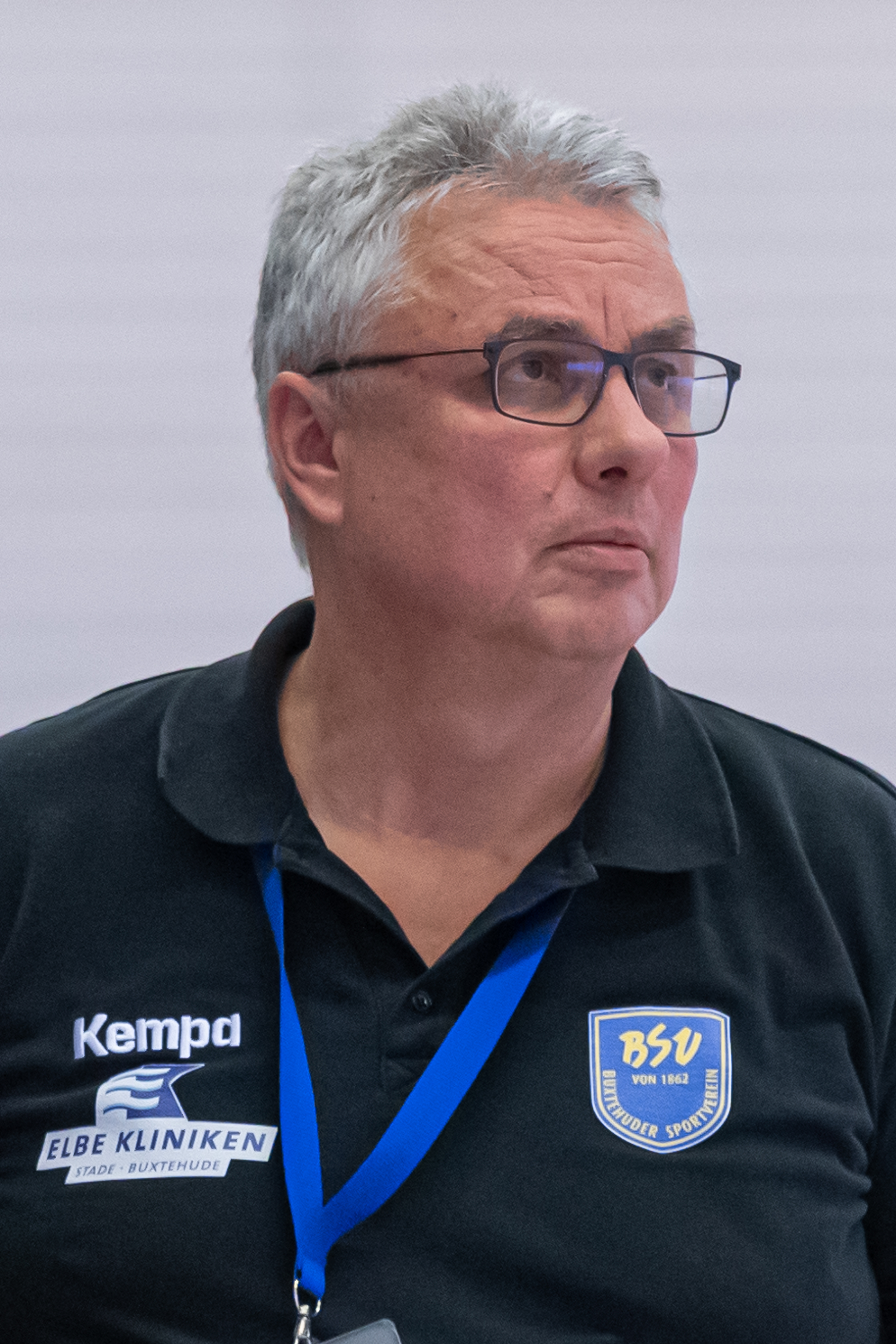
Dirk Leun (* 1964)

- Leun, Finn-Lukas (* 2003), deutscher Handballspieler
- Leun, Joanne van der (* 1963), niederländische Kriminologin und Hochschullehrerin
- Leun, Johann Georg Friedrich (1757–1823), deutscher Philosoph, lutherischer Theologe und Geistlicher
- Leun, Johannes (1855–1940), Landtagsabgeordneter Großherzogtum Hessen
- Leune, Johann Carl Friedrich (1757–1825), deutscher Mediziner
- Leune, Oswald (* 1887), deutscher kommunistischer Funktionär und Bürgermeister von Eilenburg
- Leunen, Maarten (* 1985), US-amerikanischer Basketballspieler
- Leunens, Christine (* 1964), neuseeländisch-belgische Schriftstellerin
- Leunenschloß, Otto (1883–1960), deutscher Arzt und Bibliothekar
- Leuner, Christel (1944–2025), deutsche Schauspielerin und Hörspielsprecherin
- Leuner, Hanscarl (1919–1996), deutscher Psychiater und PsychotherapeutHanscarl Leuner (1919–1996)

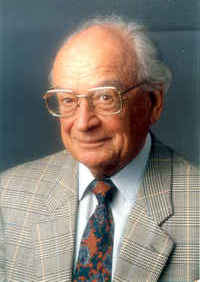
Hanscarl Leuner (1919–1996)

- Leuner, Heinz David (1906–1977), britischer Publizist
- Leuner, Kai (* 1974), deutscher Autor und Jurist
- Leung Bo Yee (* 1993), hongkong-chinesische Radrennfahrerin
- Leung, Chu Yan (* 1979), chinesischer Tischtennisspieler (Hongkong)
- Leung, Chui-kei (* 2003), chinesische Tennisspielerin (Hongkong)
- Leung, Chun Yiu (* 1987), chinesischer Badmintonspieler (Hongkong)
- Leung, Chun-wing (* 1994), chinesischer Radrennfahrer (Hongkong)
- Leung, Chun-ying (* 1954), chinesischer Unternehmer und Politiker
- Leung, Darren (* 1987), britischer Automobilrennfahrer
- Leung, Dominic, Filmeditor
- Leung, Elsie (* 1939), hongkongische Politikerin
- Leung, Gabriel (* 1972), chinesischer Arzt und Gesundheitsfunktionär
- Leung, Hau Sze (* 1991), chinesische Sprinterin (Hongkong)
- Leung, Henry (* 1995), chinesischer Squashspieler (Hongkong)
- Leung, Jade (* 1969), chinesische Schauspielerin
- Leung, Ka-fai Tony (* 1958), chinesischer Schauspieler
- Leung, Kai Fan (* 1983), chinesischer Dartspieler (Hongkong)
- Leung, Katie (* 1987), britische FilmschauspielerinKatie Leung (* 1987)

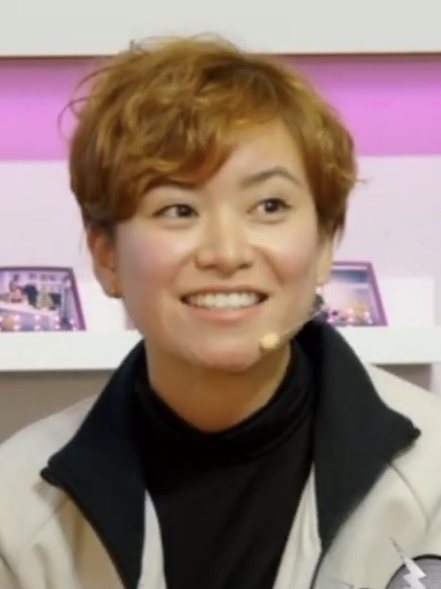
Katie Leung (* 1987)

- Leung, Ken (* 1970), US-amerikanischer Schauspieler
- Leung, Ki Ho (* 1988), hongkong-chinesischer Sprinter
- Leung, Kwan Yi (* 2000), chinesische Sprinterin (Hongkong)
- Leung, Man Lok (* 1999), chinesischer Dartspieler (Hongkong)
- Leung, Martin (* 1986), chinesischer Pianist
- Leung, Ping-kwan (1949–2013), chinesischer Lyriker, Autor und Literaturwissenschaftler
- Leung, Simon (* 1996), australischer Badmintonspieler
- Leung, Ting (* 1947), chinesischer Kampfsportler, Präsident der IWTA
- Leung, Tony Chiu-wai (* 1962), chinesischer Schauspieler
- Leunig, Carolin (* 1991), deutsche Biathletin
- Leunig, Stefan (* 1986), deutscher Mittel- und Langstreckenläufer und Crosslauf-Sommerbiathlet
- Leuninger, Ernst (1914–1993), deutscher Politiker (SPD), MdL
- Leuninger, Ernst (1933–2018), deutscher Geistlicher, römisch-katholischer Theologe und Hochschullehrer
- Leuninger, Franz (1898–1945), deutscher Gewerkschafter, Widerstandskämpfer
- Leuninger, Helen (* 1945), deutsche Sprachwissenschaftlerin und Hochschullehrerin
- Leuninger, Herbert (1932–2020), deutscher römisch-katholischer Geistlicher und MenschenrechtlerHerbert Leuninger (1932–2020)

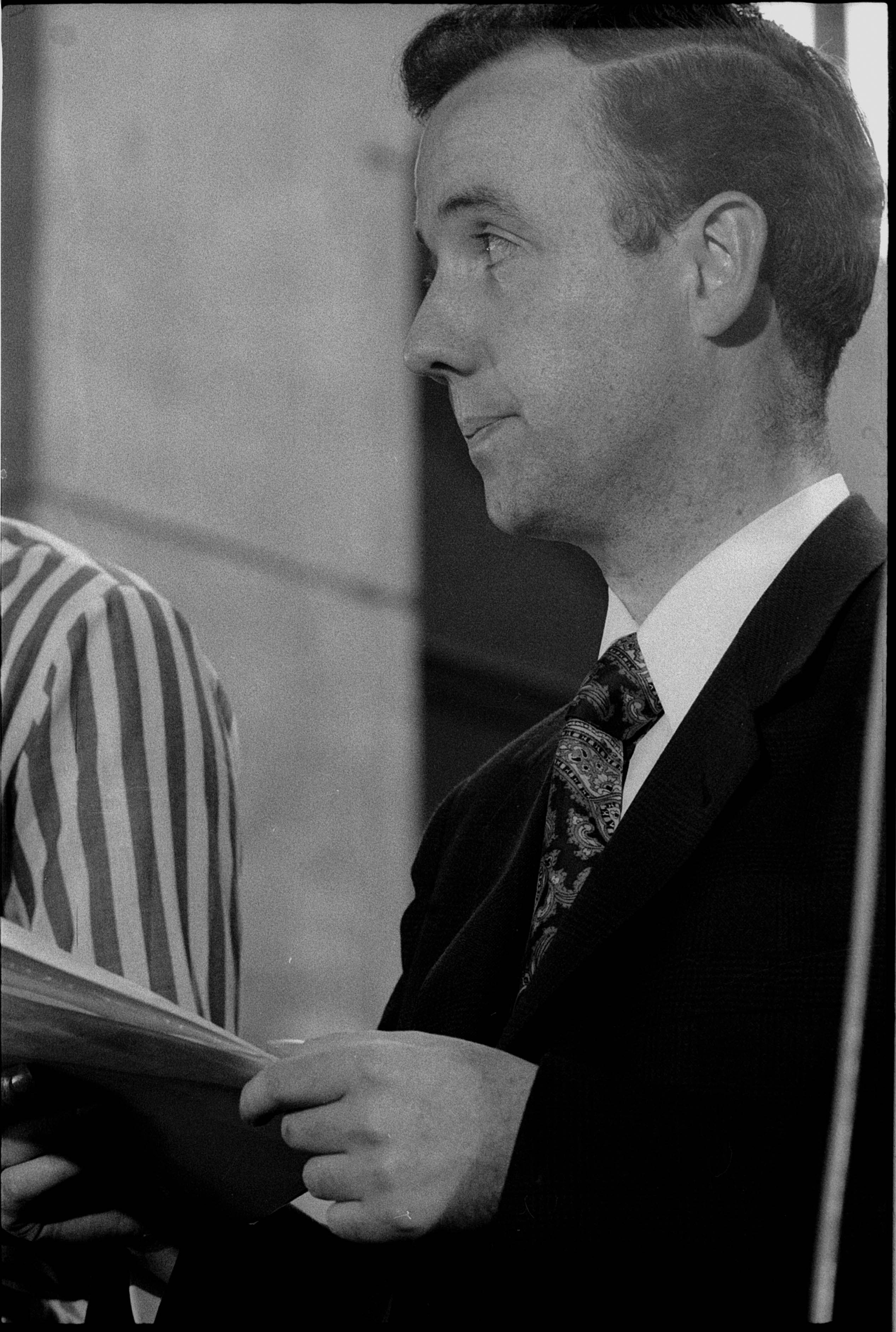
Herbert Leuninger (1932–2020)

- Leuninger, Kurt (* 1932), deutscher Politiker (SPD), Landrat
- Leunis, Johannes (1802–1873), Hildesheimer Geistlicher, Lehrer und Botaniker

### Leup
- Leupena, Tupua (1922–1996), tuvaluischer Politiker
- Leupertz, Stefan (* 1961), deutscher Jurist und ehemaliger Richter am Bundesgerichtshof
- Leupi, Daniel (* 1965), Schweizer Politiker (GPS)
- Leupi, Gertrud (1825–1904), Schweizer Benediktinerin und Klostergründerin
- Leupi, Laura (* 1996), Schweizer Schriftsteller:in und Theaterschaffende
- Leupin, Hans (1904–1972), Schweizer Politiker
- Leupin, Herbert (1916–1999), Schweizer Grafiker
- Leupke, Heinrich (1871–1952), deutscher katholischer Theologe, Propst, Dechant und Gegner nationalsozialistischer Kirchenpolitik
- Leupold, Andreas (* 1959), deutscher Schauspieler und HörspielsprecherAndreas Leupold (* 1959)

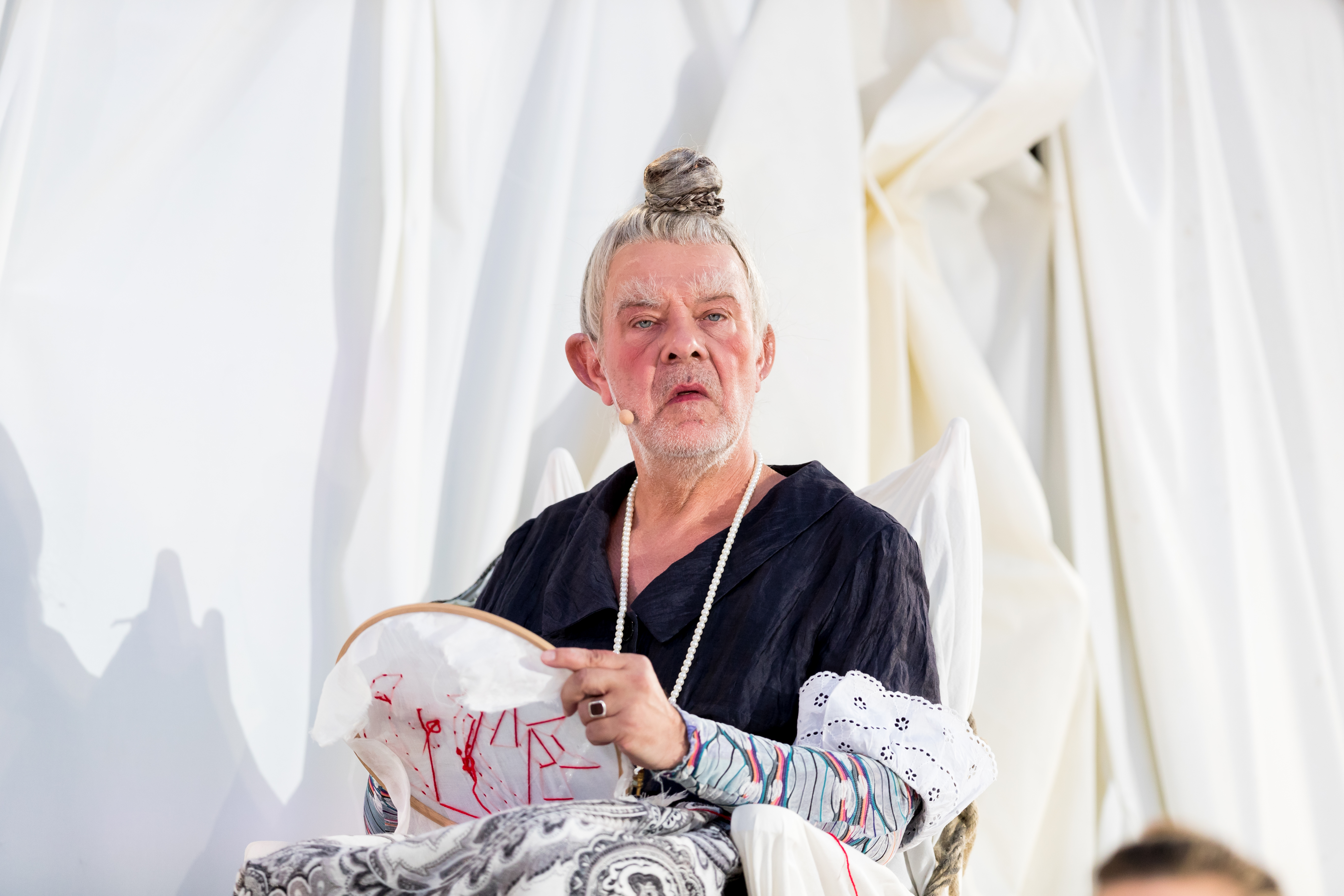
Andreas Leupold (* 1959)

- Leupold, Dagmar (* 1955), deutsche Schriftstellerin
- Leupold, Eberhard (1850–1943), sächsischer Landtagsabgeordneter
- Leupold, Emil (1913–1941), deutscher Fußballspieler
- Leupold, Ernst (1884–1961), deutscher Pathologe und Hochschullehrer
- Leupold, Gabriele (* 1954), deutsche Übersetzerin
- Leupold, Hans († 1528), bedeutende Persönlichkeit der frühen Täuferbewegung in Augsburg
- Leupold, Harri (1913–1997), deutscher LDPD-Funktionär, MdV
- Leupold, Harry (1928–2013), deutscher Filmszenenbildner und Filmarchitekt
- Leupold, Heinrich Johann (1653–1720), Stadtrichter, Gerichtsschreiber, Notar, Schöffe und Bürgermeister in Zittau
- Leupold, Herbert (1908–1942), deutscher Skilangläufer
- Leupold, Hermann (1900–1967), Funktionär der Arbeiterbewegung und Publizist
- Leupold, Horst (* 1942), deutscher Fußballspieler
- Leupold, Jacob (1674–1727), deutscher Mechaniker und Instrumentenbauer
- Leupold, Matthias (* 1959), deutscher Fotograf und Hochschullehrer
- Leupold, Max (1908–1991), deutscher Fußballspieler
- Leupold, Richard (* 1997), deutscher Skilangläufer
- Leupold, Sandra, schweizerisch-deutsche Regisseurin
- Leupold, Simon (* 1517), mecklenburgischer Staatsmann
- Leupold, Theodor, deutscher Bahnradsportler
- Leupold, Ulrich S. (1909–1970), deutscher Musikwissenschaftler und evangelischer Theologe
- Leupold, Walter (* 1913), deutscher Politiker (NPD)
- Leupold, Wolfgang (1895–1986), Schweizer Geologe
- Leupold-Löwenthal, Harald (1926–2007), österreichischer Psychiater, Neurologe und Psychoanalytiker
- Leupoldt, Johann Michael (1794–1874), deutscher Psychiater und Hochschullehrer
- Leupoldt, Richard (1907–1983), deutscher Politiker (WAV), MdL Bayern
- Leupolt, Gunther (1922–2017), deutscher Pädagoge, Studienrat und Autor heimatgeschichtlicher Literatur der Oberlausitz
- Leupolt, Heidi (1936–2024), deutsche Schauspielerin
- Leupolt, Paul (1897–1965), deutscher Jurist
- Leupolz, Dirk (* 1970), deutscher Filmkomponist
- Leupolz, Melanie (* 1994), deutsche FußballspielerinMelanie Leupolz (* 1994)

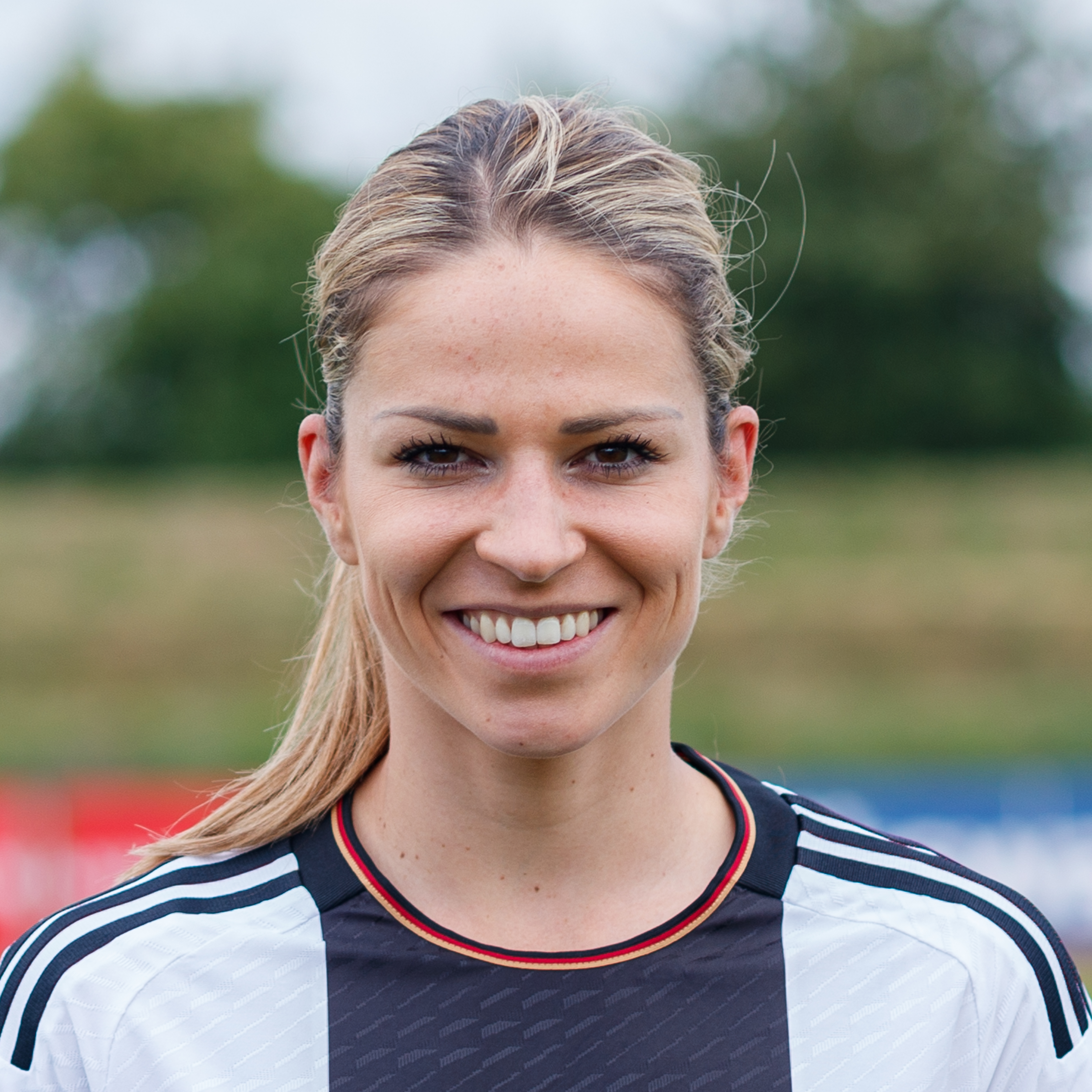
Melanie Leupolz (* 1994)

- Leupp, Charles (1807–1859), US-amerikanischer Lederhändler, Kunstsammler und Mäzen
- Leuppi, Leo (1893–1972), Schweizer Maler, Grafiker und Plastiker
- Leuppi, Samir (* 1993), Schweizer Schwinger
- Leuprecht, Christian (* 1973), kanadischer Politikwissenschafter
- Leuprecht, Peter (* 1937), österreichisch kanadischer Völkerrechtler und Menschenrechtler

### Leur
- Leur, Jacob Cornelis van (1908–1942), niederländischer Historiker
- Leur, Verona van de (* 1985), niederländische Kunstturnerin und Pornodarstellerin
- Leurechon, Jean (1591–1670), französischer Jesuit und Mathematiker
- Leurent, Marie-Ange (* 1965), französische Organistin und Musikpädagogin
- Leurink, Aleida (1682–1755), deutsche Autorin und Pfarrersfrau
- Leurink, Laurien (* 1994), niederländische Hockeyspielerin
- Leurquin, Alfred (1876–1951), belgischer Politiker
- Leurs, Pol (* 1947), luxemburgischer Cartoonist
- Leury, Victor (1921–1986), kanadischer Eishockeyschiedsrichter und -trainer

### Leus
- Leus, Marie-Louise (* 1948), Schweizer Malerin, Zeichnerin und Objektkünstlerin
- Leusch, Klara (* 1996), deutsche Leichtathletin
- Leuschel, Reinhold (1907–1944), deutscher Turner
- Leuschel, Roland (* 1937), deutscher Bankier und Autor
- Leuschke, Alfred (1845–1932), deutscher Lehrer und sächsischer Heimatforscher
- Leuschke, Burkhard (* 1940), deutscher Geher
- Leuschner, Armin Otto (1868–1953), US-amerikanischer Astronom und Hochschullehrer
- Leuschner, Barbara, deutsche Filmeditorin und Regieassistentin
- Leuschner, Benjamin (* 1978), deutscher Marimba-Spieler
- Leuschner, Bruno (1910–1965), deutscher Politiker (KPD, SED), MdV, Mitglied des Politbüros des Zentralkomitees der SEDBruno Leuschner (1910–1965)

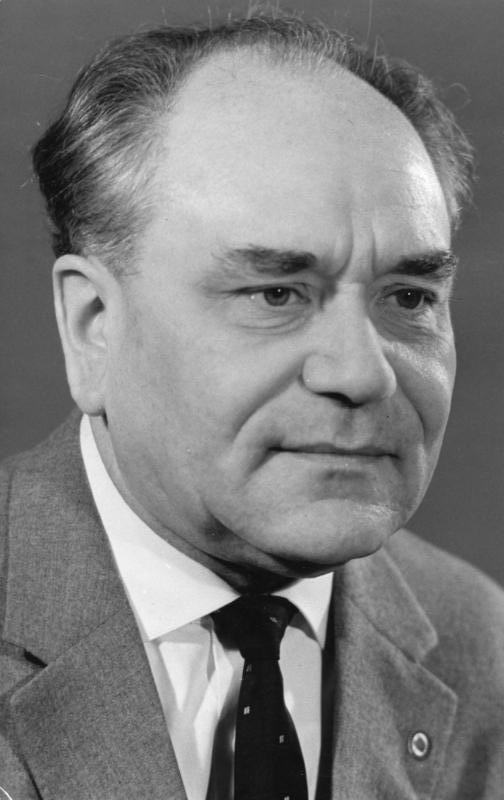
Bruno Leuschner (1910–1965)

- Leuschner, Bruno (* 1957), deutscher Dirigent, Komponist und Arrangeur
- Leuschner, Carl (1787–1861), deutscher Theologe, Gymnasiallehrer und evangelisch-lutherischer Geistlicher
- Leuschner, Christoph (1521–1575), deutscher Arzt und zeitweise kursächsischer Leibarzt
- Leuschner, Christoph (* 1956), deutscher Geobotaniker und Hochschullehrer
- Leuschner, Dieter (* 1947), deutscher Fußballspieler
- Leuschner, Erdmann Otto (1863–1924), deutscher Rittergutsbesitzer, Jurist und Politiker
- Leuschner, Ernst (1826–1898), deutscher Beamter, Montanindustrieller und Politiker, MdR
- Leuschner, Falko (* 1955), deutscher Fußballspieler
- Leuschner, Georg († 1626), kursächsischer Leibarzt
- Leuschner, Gerhard (* 1936), deutscher Sozialarbeiter, Supervisor und Fachbuchautor
- Leuschner, Joachim (1922–1978), deutscher Historiker und Hochschullehrer
- Leuschner, Jörg (* 1948), deutscher Archivar und Historiker
- Leuschner, Konrad (* 1901), deutscher Kommunalpolitiker und Beamter
- Leuschner, Kurt (1936–1996), deutscher Politiker (SPD), MdB
- Leuschner, Lars (* 1971), deutscher Jurist und Hochschullehrer
- Leuschner, Lawrence (* 1982), deutscher Unternehmer
- Leuschner, Ludwig (1824–1889), deutscher Rittergutsbesitzer, Fabrikant und Politiker (NLP), MdR
- Leuschner, Michael (1948–2023), deutscher Pianist und Hochschullehrer
- Leuschner, Otto (1901–1945), deutscher Fußballspieler
- Leuschner, Peter (* 1947), deutscher Journalist, Schriftsteller und Denkmalschützer
- Leuschner, Sigrid (* 1951), deutsche Politikerin (SPD), MdL
- Leuschner, Udo (* 1944), deutscher Journalist und Sachbuchautor
- Leuschner, Vera (* 1948), deutsche Kunsthistorikerin und Autorin
- Leuschner, Wilhelm (1890–1944), Reichstagsabgeordneter, Widerstandskämpfer, NS-OpferWilhelm Leuschner (1890–1944)

Wilhelm Leuschner (1890–1944)

- Leusden, Johann (1624–1699), calvinistischer Theologe und Hebraist
- Leusden, Rudolphus (1671–1764), niederländischer Mediziner und Bürgermeister von Utrecht
- Leusen, Albert van (1933–2019), niederländischer Chemiker und Hochschullehrer
- Leusen, Isidoor (1923–2010), belgischer Physiologe
- Leuser, Franz (1913–2005), deutscher Politiker (CDU), MdL
- Leushner, William (1863–1935), US-amerikanischer Sportschütze
- Leusink, Pieter Jan (* 1958), niederländischer Dirigent
- Leusmann, Johannes (1835–1895), sächsischer Generalleutnant
- Leuss, Hans (1861–1920), deutscher Politiker (SPD), MdR und Literat
- Leusser, Claus (1909–1966), deutscher Richter und Ministerialrat, Richter des Bundesverfassungsgerichts
- Leusser, Clemens (1518–1572), deutscher Zisterzienserabt
- Leussink, Hans (1912–2008), deutscher Politiker, Bundesminister für Bildung und Wissenschaft (1969–1972)
- Leussler, Karl Heinrich (1792–1838), badischer Verwaltungsjurist
- Leustachius von Ödenburg, ungarischer Adliger
- Leuștean, Elena (1935–2008), rumänische Kunstturnerin

### Leut
- Leutbecher, Armin (1934–2022), deutscher Mathematiker
- Leutbert von Cambrai († 1076), Bischof von Cambrai
- Leute, Volkmar (* 1938), deutscher Chemiker
- Leutelt, Gustav (1860–1947), sudetendeutscher Dichter und Schriftsteller
- Leutelt, Hans (1914–1936), tschechoslowakischer Radrennfahrer
- Leutemann, Heinrich (1824–1905), deutscher Autor, Maler und Illustrator
- Leutenecker, Fabio (* 1990), deutscher Fußballspieler
- Leutenegger Oberholzer, Susanne (* 1948), Schweizer Politikerin (SP)
- Leutenegger, Catherine (* 1983), Schweizer Künstlerin und Fotografin
- Leutenegger, Edgar (1930–2017), Schweizer Handballspieler und -trainer
- Leutenegger, Filippo (* 1952), Schweizer Politiker, Unternehmer und JournalistFilippo Leutenegger (* 1952)

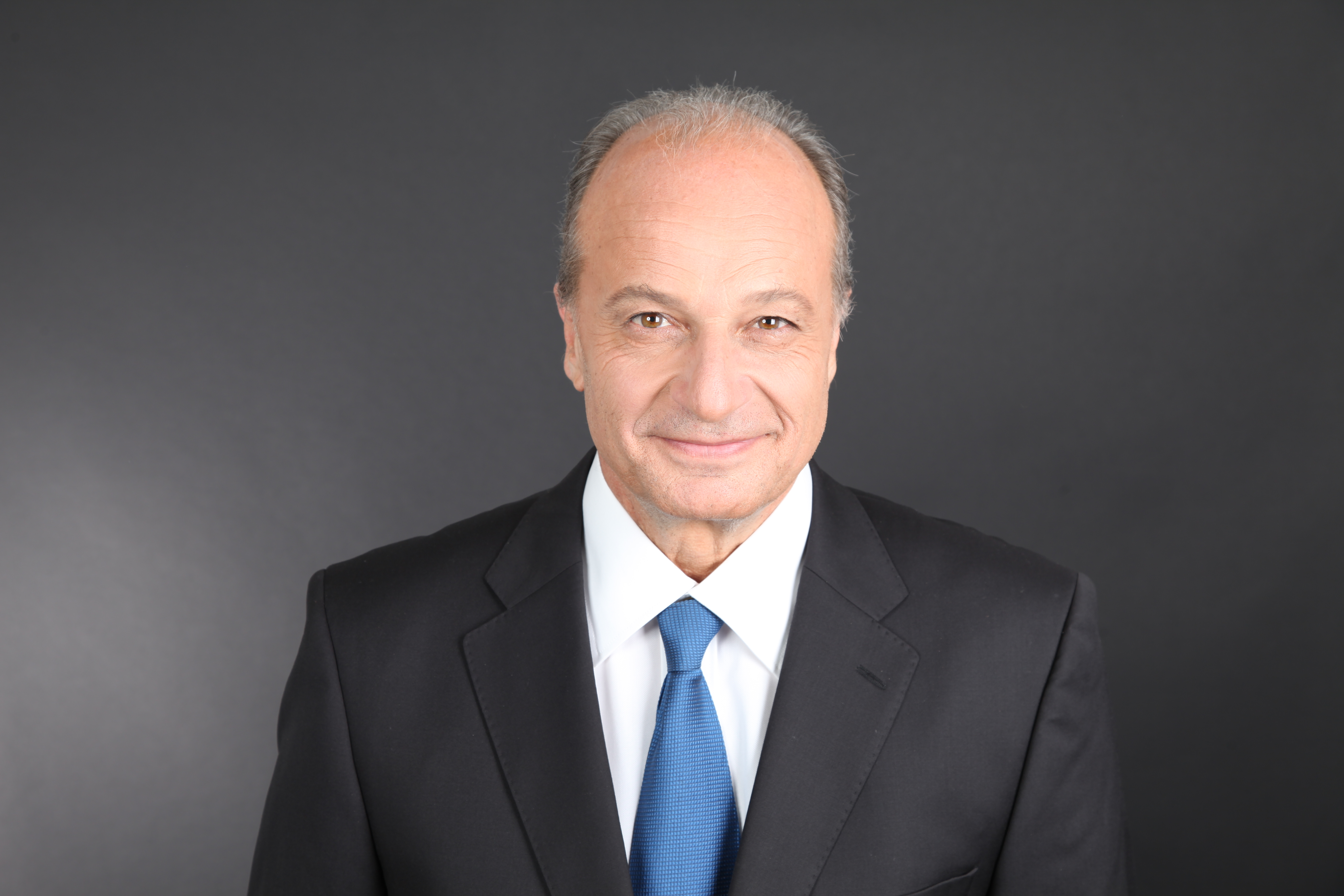
Filippo Leutenegger (* 1952)

- Leutenegger, Gertrud (1948–2025), Schweizer Schriftstellerin
- Leutenegger, Hans (* 1940), Schweizer Bobfahrer, Unternehmer und Schauspieler
- Leutenegger, Susanne (* 1961), Schweizer Schauspielerin
- Leutenegger, Zilla (* 1968), schweizerische bildende Künstlerin
- Leuterding, Andreas (1685–1741), deutscher königlich-polnischer und kurfürstlich-sächsischer Beamter
- Leuteritz, Franz Wilhelm (1817–1902), deutscher Landschaftsmaler
- Leuteritz, Gustav (* 1903), deutscher Publizist und Schriftsteller
- Leuteritz, Karl (1922–2010), deutscher Jurist und Diplomat
- Leuteritz, Max (1884–1949), deutscher Politiker (SPD), MdHB und Präsident der Hamburgischen Bürgerschaft
- Leuteritz, Paul (1867–1919), deutscher Landschafts-, Genre- und Tiermaler sowie Illustrator
- Leutert, Ernst (1862–1928), deutscher Hals-Nasen-Ohrenarzt und Hochschullehrer
- Leutert, Ernst (1898–1966), Schweizer Radrennfahrer
- Leutert, Gerald (1929–1999), deutscher Anatom
- Leutert, Michael (* 1974), deutscher Politiker (Die Linke), MdB
- Leutert, Paul (1862–1927), deutscher Malermeister und Politiker (SPD), MdR
- Leutfred I., alamannischer Herzog (570–587)
- Leutgeb, Daniel (* 2001), österreichischer Judoka
- Leutgeb, Josef (1933–1983), österreichischer Publizist und Heimatforscher
- Leutgeb, Kaspar († 1546), Benediktiner und Abt der Abtei Niederaltaich (1536–1546)
- Leutgeb, Leopold (1891–1948), österreichischer Geistlicher und Politiker (CSP), Abgeordneter zum Nationalrat
- Leutgeb, Martin (* 1966), österreichischer SchauspielerMartin Leutgeb (* 1966)

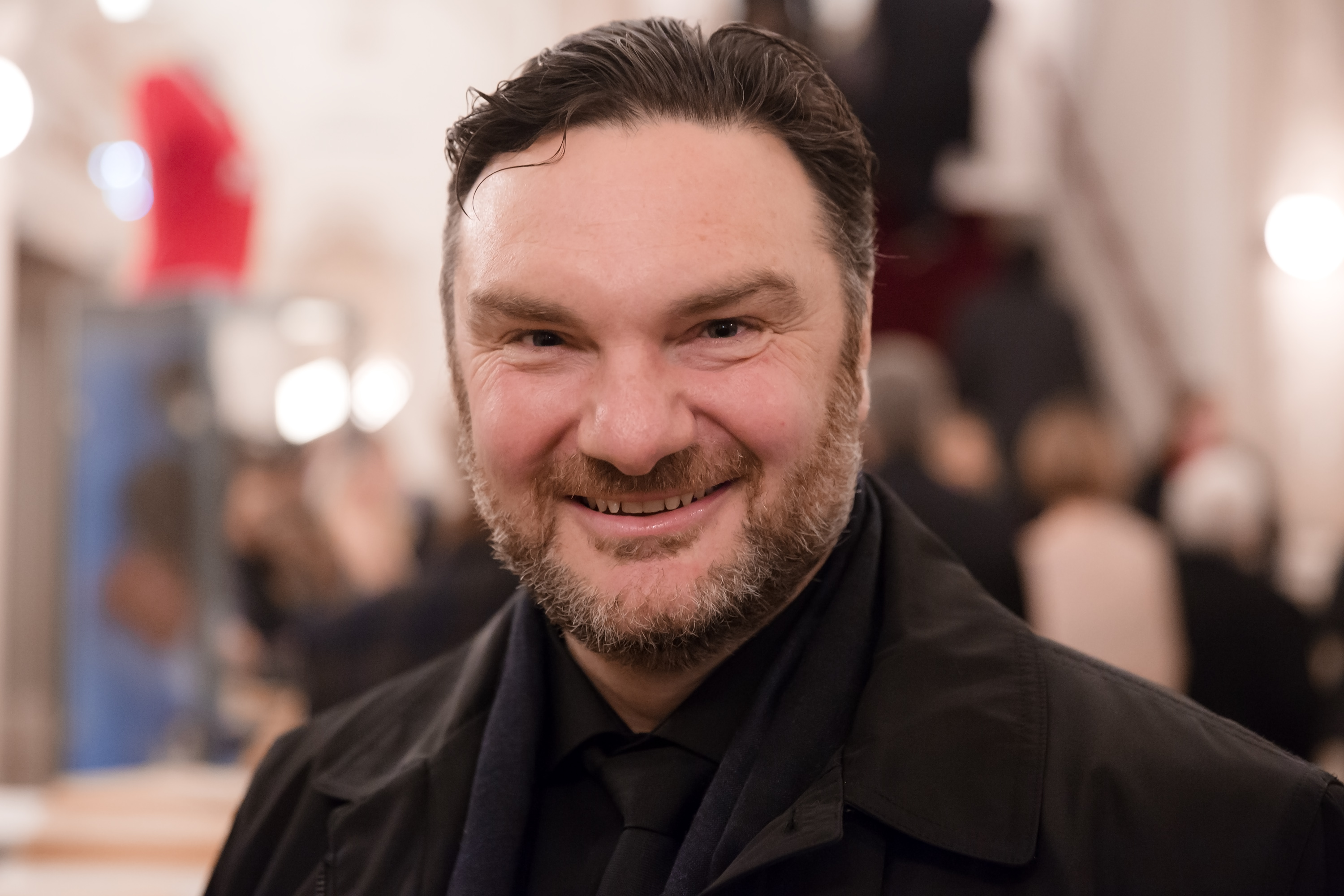
Martin Leutgeb (* 1966)

- Leutgeb, Max (1901–1975), deutscher katholischer Priester, Stadtpfarrer von Freyung
- Leutgeb, Paul (* 2006), österreichischer Fußballspieler
- Leutgeb, Rupert (* 1960), österreichischer Journalist, Publizist und Medienberater
- Leutgöb, Heidelinde (* 1972), österreichische Regisseurin
- Leutgöb, Karl (* 1940), österreichischer Politiker (FPÖ), Abgeordneter zum Nationalrat
- Leuthard, Alexander (* 2006), deutscher Fußballspieler
- Leuthard, Barbara (* 1981), Schweizer Leichtathletin
- Leuthard, Doris (* 1963), Schweizer Politikerin (CVP)
- Leuthard, Leonz (1925–2016), Schweizer Politiker
- Leuthard, Thomas (* 1971), Schweizer Fotograf
- Leuthard, Urs (* 1963), Schweizer Journalist und Fernsehmoderator
- Leuthardt, Franz (1861–1934), Schweizer Paläontologe und Geologe
- Leuthardt, Franz (1903–1985), Schweizer Biochemiker
- Leuthari I. († 554), alamannischer Herzog (536–554)
- Leuthari II., alamannischer Herzog (um 643)
- Leuthaus, Friedrich (1812–1887), königlich preußischer Generalmajor und zuletzt Präses des Ingenieurkomitees
- Leuthäuser, Erik (* 1996), deutscher Jazzsänger und Komponist
- Leuthe, Anton (1922–2008), deutscher Gewichtheber
- Leuthe, Max (1879–1945), österreichischer Fußballnationalspieler, Leichtathlet, Journalist und Karikaturist
- Leuthere († 676), Bischof von Worcester
- Leutheuser, Julius (1900–1942), deutscher evangelischer Pfarrer
- Leutheusser, Horst (1912–1997), deutscher Jurist, Politiker (CDU) und Autor
- Leutheusser, Louis (1877–1964), deutscher Verwaltungsjurist und Kommunalpolitiker
- Leutheußer, Richard (1867–1945), deutscher Jurist, Verwaltungsbeamter und Politiker (NLP, DVP), MdR
- Leutheusser, Ulrike (* 1943), deutsche Journalistin
- Leutheusser-Schnarrenberger, Sabine (* 1951), deutsche Politikerin (FDP)Sabine Leutheusser-Schnarrenberger (* 1951)

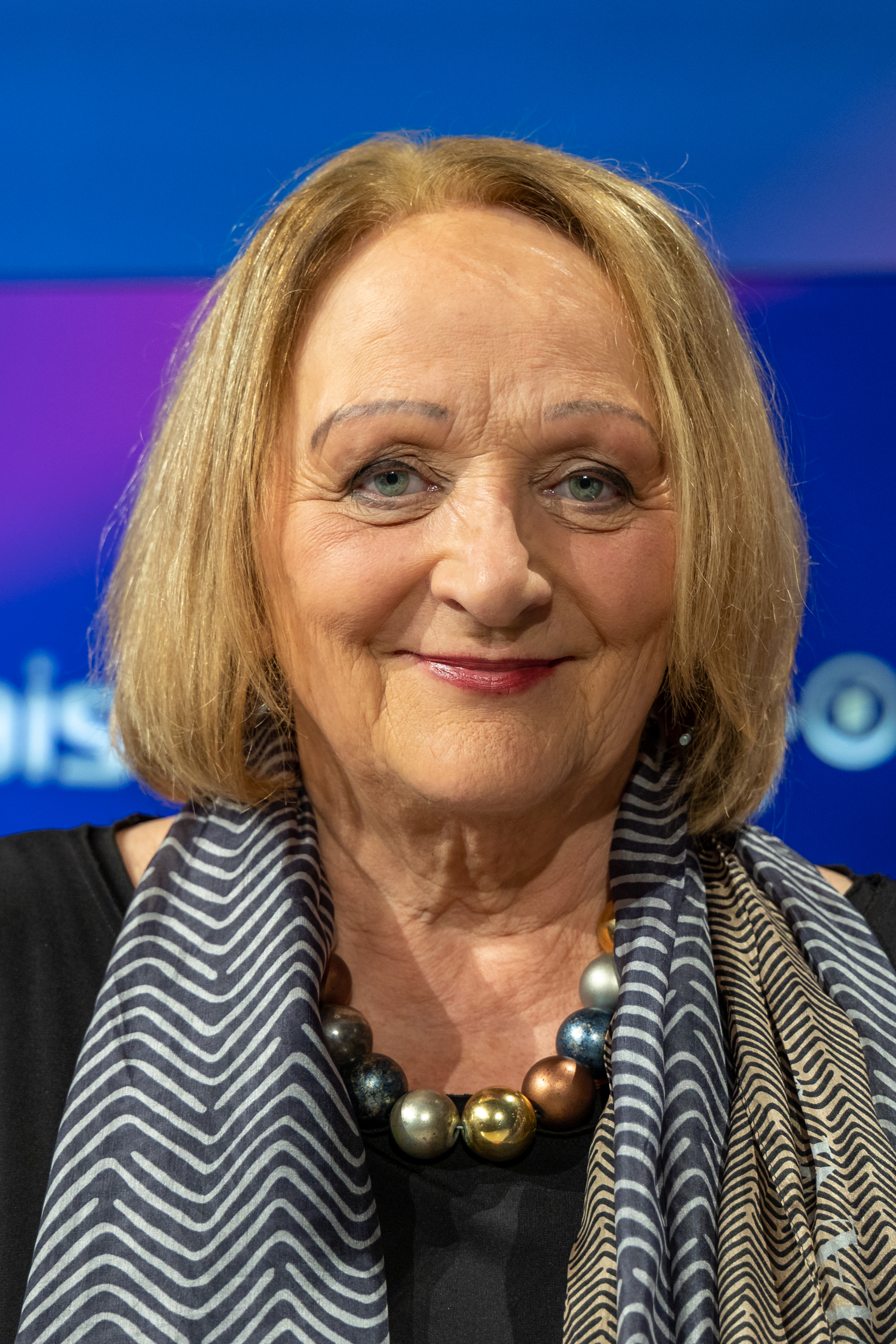
Sabine Leutheusser-Schnarrenberger (* 1951)

- Leuthner, Abraham († 1701), böhmischer Baumeister des Barock
- Leuthner, Franziskus (1867–1905), deutscher Missionar und Märtyrer
- Leuthner, Karl (1869–1944), österreichischer Politiker (SdP), Abgeordneter zum Nationalrat
- Leuthner, Robert (* 1906), deutscher Landrat
- Leuthner, Wolfgang (1744–1812), österreichischer Ordensgeistlicher, Abt des Benediktinerstiftes Kremsmünster
- Leuthold von Seven, mittelhochdeutscher Lyriker
- Leuthold, Dieter (* 1942), deutscher Wissenschaftler und Hochschullehrer
- Leuthold, Eugen (1903–1978), Schweizer Elektroingenieur
- Leuthold, Hannelore (* 1947), deutsche Kirchenjuristin, ehemalige Oberkirchenrätin in Sachsen und Richterin
- Leuthold, Heinrich (1827–1879), Schweizer Dichter, Übersetzer und Journalist
- Leuthold, Heinrich A. (1914–1996), Schweizer Elektroingenieur und Hochschullehrer
- Leuthold, Heinrich Josef (1910–2001), Schweizer Komponist und Dirigent
- Leuthold, Heiri (1967–2009), Schweizer Sozialgeograph
- Leuthold, Ingeborg (1925–2020), deutsche Künstlerin
- Leuthold, Jürg (* 1958), Schweizer Politiker (SVP)
- Leuthold, Jürg (* 1966), Schweizer Physiker und Hochschullehrer
- Leuthold, Karl Edwin (1847–1891), deutscher Jurist und Bergrechtler
- Leuthold, Manuel (* 1959), Schweizer Verwaltungsrat
- Leuthold, Max (1863–1934), sächsischer Generalleutnant
- Leuthold, Peter (1937–2016), Schweizer Elektroingenieur
- Leuthold, Rudolf von (1832–1905), deutscher Sanitätsoffizier und Hochschullehrer
- Leuthold, Stefan (* 1967), Schweizer Politiker (glp)
- Leuthold, Stephan (* 1973), deutscher Organist und Hochschullehrer
- Leuthold, Yvonne (* 1980), schweizerisch-britische Handballspielerin und -trainerin
- Leuthy, Johann Jakob (1798–1855), Schweizer Dichter, Historiker und Publizist
- Leutinger, Nikolaus († 1612), deutscher Historiker
- Leutke, Martin (* 1974), deutscher Fernsehjournalist und Nachrichtensprecher
- Leutloff, Christian († 1607), deutscher Maler und Restaurator
- Leutloff, Sascha (* 1982), deutscher Basketballspieler
- Leutloff, Vera (* 1962), deutsche Malerin
- Leutmann, Johann Georg (1667–1736), deutscher Feinmechaniker, Optiker und Physiker
- Leutner, Alexander Alexandrowitsch (1864–1923), russischer Ingenieur, Unternehmer und Fahrradhersteller
- Leutner, Gert Omar (1919–1995), deutscher Intendant, Dramaturg, Theaterleiter sowie Synchronregisseur und -autor
- Leutner, Mechthild (* 1948), deutsche Sinologin, Historikerin und Hochschullehrerin
- Leutner, Reinhard (1942–2022), deutscher Kommunalpolitiker
- Leutner, Richard (* 1955), österreichischer Politiker (SPÖ), Abgeordneter zum Nationalrat
- Leutold I. († 1249), steirischer Politiker
- Leutold I. von Kuenring-Dürnstein (1243–1312), österreichischer Ministerialadeliger, Sohn von Albero V.
- Leutrum von Ertingen, Ernst Friedrich von (1690–1760), Landvogt von Rötteln
- Leutrum von Ertingen, Karl Magnus Graf (* 1931), deutscher Diplom-Landwirt und Politiker
- Leutrum von Ertingen, Karl Sigmund Friedrich Wilhelm (1692–1755), deutscher General in sardinischen Diensten
- Leutrum zu Ertingen, Marie-Luise (1905–1980), deutsche Landwirtin
- Leutsch, Christian Karl Wilhelm von (1723–1798), königlich preußischer Generalmajor
- Leutsch, Ernst von (1808–1887), deutscher klassischer Philologe
- Leutsch, Friedrich August von (1757–1818), deutscher Jurist, sächsischer Diplomat, hannoverscher Gerichtsvizepräsident
- Leutsch, Karl Christian von (1798–1882), deutscher Historiker und Geograph
- Leutwein, Friedrich (1911–1974), deutscher Mineraloge
- Leutwein, Paul (1882–1956), deutscher Publizist und Schriftsteller
- Leutwein, Theodor (1849–1921), deutscher Kommandeur der Kaiserlichen Schutztruppe und Gouverneur von Deutsch-SüdwestafrikaTheodor Leutwein (1849–1921)

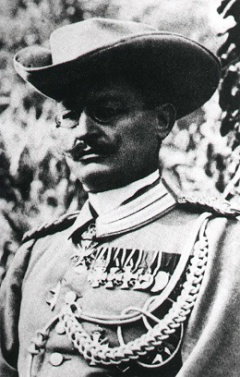
Theodor Leutwein (1849–1921)

- Leutwein, Theodor (1879–1940), deutscher Verwaltungsbeamter
- Leutwiler, Fritz (1924–1997), Schweizer Volkswirtschafter
- Leutwiler, Jayson (* 1989), Schweizer Fussballtorhüter
- Leutwiler, Nicolas (* 1960), Schweizer Automobilrennfahrer
- Leutwiler, Roland (* 1962), Schweizer Finanzmanager und Sportfunktionär
- Leutwiler, Toni (1923–2009), Schweizer Musiker, Komponist, Arrangeur und Dirigent
- Leutwyler, Heinrich (* 1938), Schweizer Physiker
- Leutwyler, Jean-Pierre (* 1973), Schweizer Politiker der Freien Wähler Aargau
- Leutwyler, Sonja (* 1981), Schweizer Opern- und Konzertsängerin (Mezzosopran)
- Leuty, David (* 1960), kanadischer Bobfahrer
- Leutz, Achim (1940–2017), deutscher Luftfahrtingenieur und Fluglehrer
- Leutz, Friedrich (1827–1880), deutscher Verwaltungsbeamter
- Leutz, Grete (1930–2025), deutsche Psychotherapeutin
- Leutz, Ilse (1896–1982), deutsche Schriftstellerin
- Leutzbach, Thomas (* 1963), deutscher Hörspielregisseur
- Leutzbach, Wilhelm (1922–2009), deutscher Verkehrswissenschaftler
- Leutze, Emanuel (1816–1868), deutsch-amerikanischer Maler
- Leutze, Eugene Henry Cozzens (1847–1931), US-amerikanischer Rear Admiral
- Leutzsch, Martin (* 1956), deutscher Neutestamentler und Hochschullehrer

### Leuv
- Leuven, Adolphe de (1800–1884), französischer Theaterdirektor und Librettist
- Leuven, Noa-Lynn van (* 1996), niederländische DartspielerinNoa-Lynn van Leuven (* 1996)

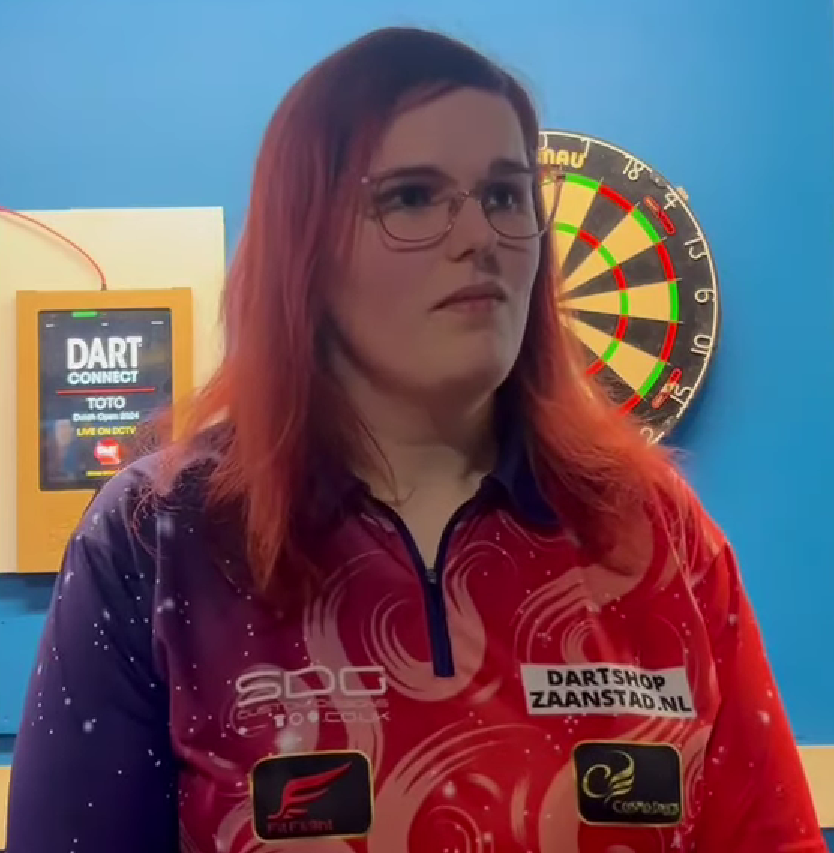
Noa-Lynn van Leuven (* 1996)

- Leuveren, Nicky van (* 1990), niederländische Leichtathletin

### Leuw
- Leuw, Friedrich August de (1817–1888), deutscher Landschafts- und Vedutenmaler der Düsseldorfer Schule
- Leuw, Friedrich Hermann de (1792–1861), deutscher Arzt
- Leuw, Louis de (1819–1858), deutscher Mediziner
- Leuwer, Franz (1875–1916), deutscher Verlagsbuchhändler
- Leuwer, Johanna (1871–1943), deutsche Dentistin, Buchhändlerin und Unternehmerin
- Leuwerik, Ruth (1924–2016), deutsche Schauspielerin
- Leuwsha, Tessa (* 1967), niederländisch-surinamische Autorin und Dokumentarfilmerin

### Leux
- Leux, Leo (1893–1951), deutscher Komponist
- Leux, Lori (1893–1964), deutsche Schauspielerin und Sängerin
- Leuxner, Georg Philipp Christoph (1747–1810), deutscher Theologe und Jurist

### Leuz
- Leuze, Dieter (1933–2022), deutscher Jurist und Hochschullehrer
- Leuze, Eduard (1906–1973), deutscher Politiker (FDP, DVP), MdB, MdL
- Leuze, Ernst (* 1935), deutscher Organist, Cembalist, Komponist, Dirigent und Chorleiter
- Leuze, Julie (* 1974), deutsche Schriftstellerin
- Leuze, Oskar (1874–1934), deutscher Althistoriker
- Leuze, Otto (1881–1931), deutscher Bibliothekar
- Leuze, Ruth (* 1936), deutsche Juristin, Datenschutzbeauftragte
- Leuzenbronn, Johannes von der Ältere († 1444), katholischer Priester, Benediktiner und Abt des Klosters Murrhardt
- Leuzenbronn, Johannes von der Jüngere († 1460), katholischer Priester, Benediktiner und Abt des Klosters Murrhardt
- Leuzinger, Bruno (1886–1952), Schweizer Eishockeyspieler
- Leuzinger, Elsy (1910–2010), Schweizer Kunstethnologin
- Leuzinger, George (1813–1892), schweizerisch-brasilianischer Verleger, Drucker und Fotograf
- Leuzinger, Hans (1887–1971), Schweizer Architekt
- Leuzinger, Heinz (1940–2007), Schweizer Bergsteiger, Bergführer und Maler
- Leuzinger, James (* 1982), schweizerisch-britischer Skirennfahrer
- Leuzinger, Mathilde (1899–1980), Schweizer Kinounternehmerin
- Leuzinger, Rudolf (1826–1896), Schweizer Kartograph
- Leuzinger-Bohleber, Marianne (* 1947), Schweizer PsychoanalytikerinMarianne Leuzinger-Bohleber (* 1947)

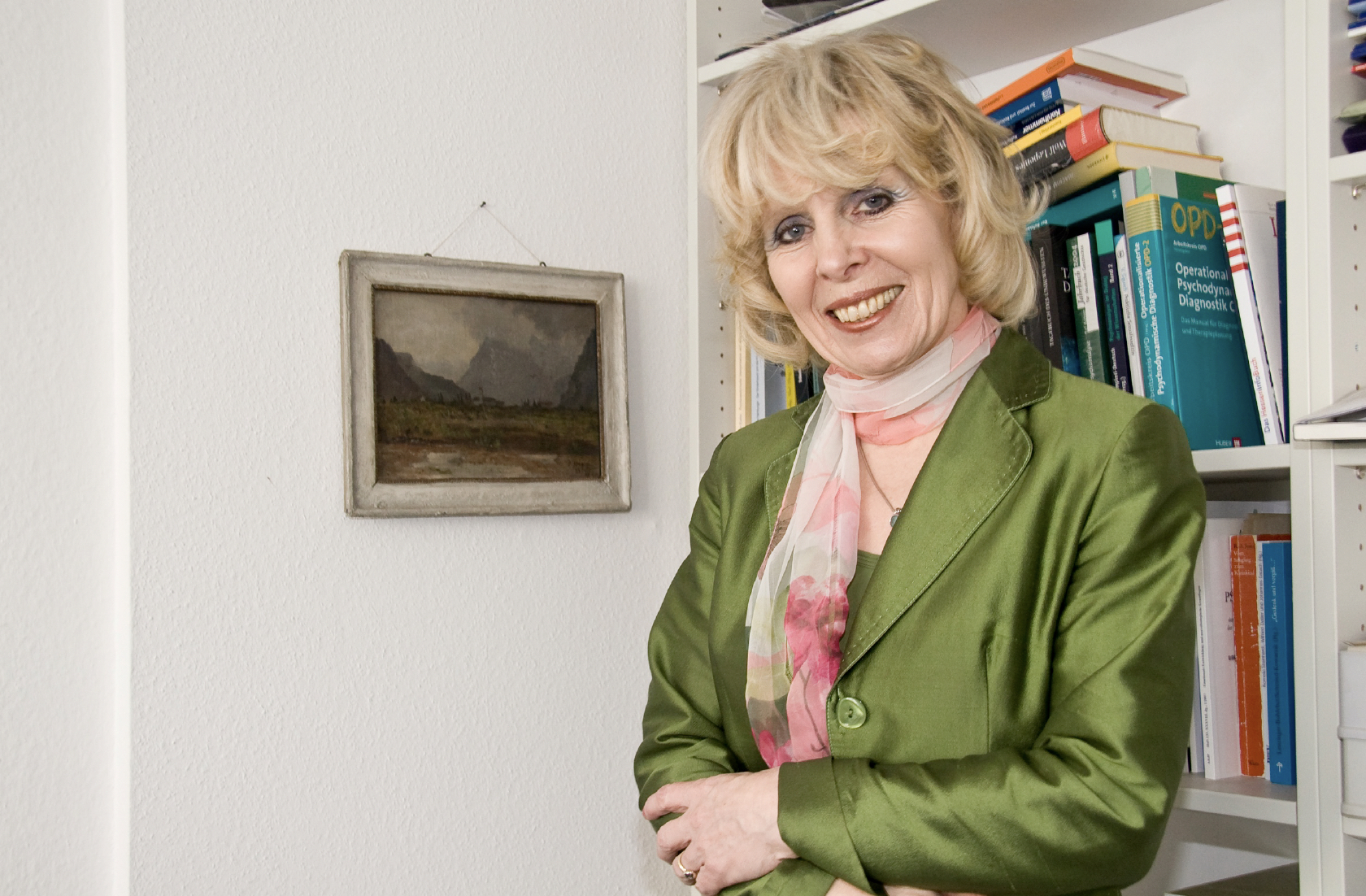
Marianne Leuzinger-Bohleber (* 1947)

- Leuzinger-Naef, Susanne (* 1949), Schweizer Juristin, Bundesrichterin
- Leuzzi, Lorenzo (* 1955), italienischer Geistlicher, römisch-katholischer Bischof von Teramo-Atri
- Leuzzi, Vincenzo (1909–1983), italienischer Ingenieur